# 长春市
长春市，简称长，别称“北国春城”，是中华人民共和国吉林省的省会、副省级市、全国性综合交通枢纽城市和全国重要的装备制造业基地。长春位于中国东北平原的腹地松辽平原上，东北同黑龙江省的省会城市哈尔滨市接壤，是东北地区的“地理中心”，也是“一带一路”北线重要节点城市、中蒙俄经济走廊节点城市、哈长城市群重要城市、长吉图开发开放先导区战略腹地城市。
长春市现下辖7个区、1个县，代管3个县级市，總面积达24,744平方公里。截至2020年，全市常住人口约为906.7万人，包括汉、满、朝鲜、回、蒙古等38个民族以及数十万的外籍华侨。2003年，长春市被世界银行评定为中国基础建设最佳城市第2位、地方保护主义色彩最低城市第1位、国际化及国际融入度第10位、政府行政效率及廉洁度第10位。
长春是中华人民共和国国务院批复的国家历史文化名城，具有众多历史古迹、工业遗产，1932年3月至1945年8月间曾作为滿洲國的首都。长春作为中华人民共和国最大的汽车工业城市、最早的电影工业基地和沿边开放城市，工业基础较为完善，是“中国制造2025”试点城市和首批全国城市设计试点城市。长春的教育、文化、科学领域优势较为显著，中国科学院长春分院、中国科学院长春应用化学研究所、中国科学院东北地理与农业生态研究所、中国科学院长春光学精密机械与物理研究所、吉林大学和东北师范大学等诸多科研机构和高等院校均坐落于长春。同时，长春的绿化率居于亚洲大城市前列，是“中国四大园林城市”之一。

## 释名
長春地名的歷史由來有幾種說法：
- 《长春县志》认为，长春之名是因原长春厅的厅治新立城距长春堡这一集镇较近而得名[註 1][17]。而关于长春堡之名的来历，《吉林地志》（民国二年[註 2]版）和《增订吉林地理纪要》（民国二十年版）均认为长春堡沿袭了辽金时期的长春州而得名。此外，成书于1982年的《长春地名》则认为长春堡是由新迁居此地的汉族人取吉祥之意而命名。
- 成书于1940年的《满洲地名考》则认为，长春是以蔷薇的别名“长春花”而命名的，但并不确信这是“长春”这一地名的唯一来源[註 3]。《盛京通志·物产》和《吉林通志·食货志》均有提到过“长春花”这一别名，但在地名和历史沿革范围内并未提及“长春花”和长春之间的关系。相关学者曾在今长春市南关区新立城镇和永春镇一带对当地较年长居民进行实地走访，据受访者称并无野生的蔷薇类植物在该地出现[18]。亦有学者经实地考究认为：“长春这个地名，是以花使命名的，远在辽金时期，长春这一带生着许多乘技纷披，花团锦簇的‘长春’花，也就是蔷薇科野生月季花，月季花从古至今，一直叫长春花，是由月月开花而得名的……。”[來源請求]

## 歷史

### 早期历史
长春地区有人类活动的历史可追溯至旧石器时代。位于今榆树市秀水镇周家村的榆树人遗址是目前已知长春地区最早的人类生活遗址。另外，考古人员在今农安县发现的左家山遗址和五台山遗址均为长春地区具有代表性的新石器时代遗存。
扶余国后期，今长春市农安县内出现了长春地区最早的古城。该古城被认为是扶余国后期的王城，其城市建设相对完善，经济发展水平较为发达。扶余国灭国后，高句丽、唐安东都护府、渤海国先后管理长春地区，均属扶余府管辖。
契丹灭渤海国后，长春地区隶属于东京道黄龙府管辖。这一时期，长春地区出现了许多城镇，其中位于今农安县县城内的黄龙府城是当时辽朝的政治、军事重镇。其西垣外现存的农安辽塔是今长春地区唯一留存至今的辽代建筑。金朝时期，黄龙府先后更名为济州府、隆州府，府治均沿用原城址。
元代，长春地区归辽阳行省开元路管辖，其初期治所仍在原黄龙府城，后治所迁至咸平府城（今辽宁省开原市老城街道）。明初，长春地区改属奴儿干都司亦东河卫，后成为兀良哈与女真各部争夺要地。明末清初，长春地区成为蒙古科尔沁部王公的领地，后隶属漠南蒙古郭尔罗斯前旗管辖。清朝建立政权后，清政府为防止汉族和蒙古族擅自进入“满族发祥地”，对满洲地区实施了封禁政策，禁止外来移民进入垦荒。1791年，郭尔罗斯前旗辅国公实行“招民开荒”政策，暗中鼓励关内汉族移民满洲地区，引起长春地区人口增加。

### 建城初期

#### 建制管理

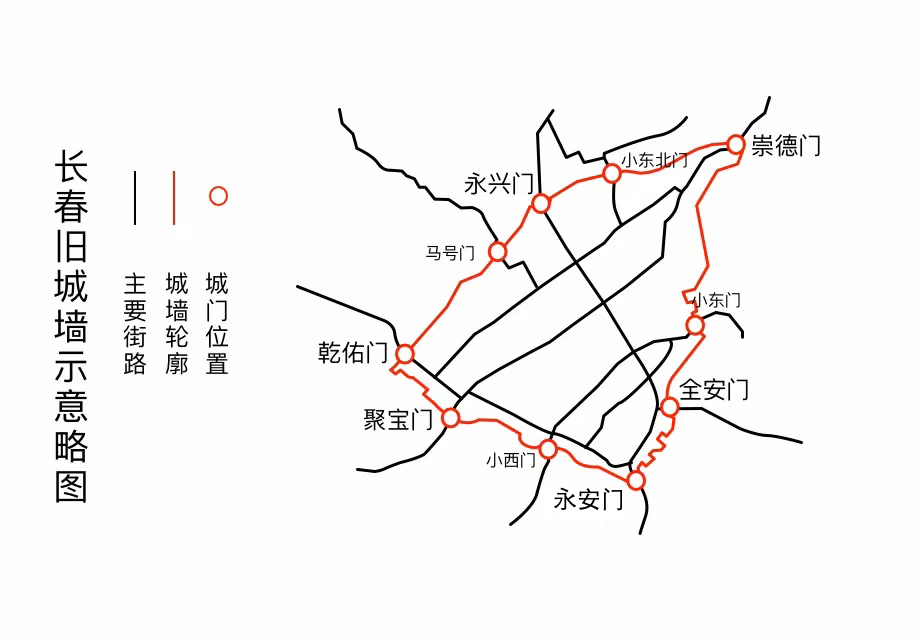
19世纪末的长春城墙

嘉庆九年（1799年），吉林将军通过实地调查，发现长春地区住户已达2330户，形成了约200个自然屯，其开垦的土地达26.55万亩。在今长春市区附近，较大的自然村有北侧的宽城子和南侧的长春堡。清政府考虑到移居长春地区的住户大多已和辅国公签订了长年地租以及自身的经济利益，不宜强行驱逐，遂决定在此地设置相应管理机构。嘉庆五年五月戊戌（1800年7月8日），嘉庆帝发布上谕，同意首任官员的补授人选。吉林将军遂在距长春堡东约十里处的新立城设置理事通判衙门，冠名长春厅，隶属于吉林将军。自此，长春之名被官方正式采用。
道光五年（1825年），长春厅署移址至宽城子。新厅署修筑于今长春市南关区东四道街北侧，厅治驻地宽城子即又称“长春城”。同治四年（1865年），由于宽城子附近盛行盗匪，当地商人自发集资修建长春城墙。初建成的长春城墙高一丈五尺，总长约20华里，设有崇德、全安、聚宝、永兴、永安、乾佑六座城门。
1881年（光绪七年），长春厅理事通判改为抚民通判兼理事衔。在吉林将军长顺奏请下，1889年（光绪十五年）春，长春厅改为长春府。1897年（光绪二十三年），长春城墙改建为砖墙，并增开三门。

#### 增开商埠

日俄签订《朴茨茅斯条约》

1896年，清政府与沙皇俄国签订了《中俄密约》，允许俄国在中国东北地区修筑东清铁路，以便其快速抵达俄国西部重要的港口城市海参崴。1899年，东清铁路筑路队在宽城子西北的二道沟地区设立了宽城子火车站，同时划定了铁路附属地范围。
日俄战争爆发后，1905年9月5日，双方以签订《朴茨茅斯条约》结束了战争。条约约定，日本接管旅顺至宽城子段的东清铁路南部支线（后日本并将其更名为南满铁路）。自此，宽城子站成为了东清铁路南部支线和南满铁路的终点站。
1907年，长春被开辟为商埠。长春府设立开埠局，并计划在今长春大街至上海路间建设商埠地；同时，日本开始在宽城子北部的头道沟一带建设长春火车站以及满铁附属地。
1913年3月2日，吉林省民政公署发布通令，布告长春府等11府及各厅、州均改为县，皆隶属吉林省。1914年6月，东北实行省、道、县三级管理制。长春县划属吉林省吉长道所辖，直至1929年吉长道被废除。1920年8月，吉长道尹蔡运升倡办长春市政公所，并于同年8月26日发布训令第二十三号，宣布成立长春市政公所，隶属于吉长道。1929年，长春县公署改称县政府，知事改称县长。同年9月，长春市政公所与开埠局合并，称长春市政筹备处，与长春县并立，置处长。
1912年至1928年，长春地区的实际统治者为以张作霖为首的奉系军阀。1928年，皇姑屯事件发生后，张作霖之子张学良宣布东北易帜，长春地区开始隶属于国民政府。

### 满洲国时期

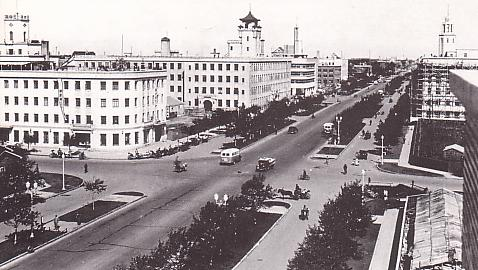
新京市大同大街，今为人民大街

1931年9月18日，九一八事变爆发，翌日日本占领长春。1932年1月1日，长春县改制为“长春市”。1932年3月1日，满洲国建立，随后满洲国政府于3月14日宣布定都长春。次日，长春更名为新京，作为满洲国的政治、军事、经济、文化中心。1932年8月，长春市改为“新京特別市”，由滿洲國國務院直辖。
满洲国存续的14年间，日本和满洲国政府利用欧美国家工業化的經驗对城市进行了系统性的规划和建设，新京的城市建设和人口都有了很大的增长，至1944年市区面积已经由21平方千米扩展为80平方千米，人口达到121.7万人，其中日本人约为14万。
1945年8月，苏联红军攻入满洲国。8月15日，日本投降。8月18日，满洲国灭亡。8月20日，苏军空降兵占领新京，实行军事管制。12月20日，苏军将新京更名为长春；同日，國軍接收長春。

### 战后时期

#### 国共抢夺接收
1945年12月20日，中華民國國民政府设置长春市政府，隶属吉林省。1946年4月14日上午，苏军撤离长春返回苏联，将长春市全面移交予國民政府。同日下午2时，东北民主联军吉林军区部队在周保中指挥下发起圍攻長春戰役，國民政府稱之為“四一四”戰役。4月18日，东北民主联军歼灭长春守军满铁石部队，市长赵君迈等被俘。1946年5月23日，由於国軍於第二次四平街會戰取得勝利，驻长春的共产党相关机关撤離，國民政府再次控制長春。1947年6月5日，国民政府开始实施东北新省区方案，批准析长春县置长春市作为吉林省省辖市，同长春县均隶属于吉林省。

#### 长春围困战

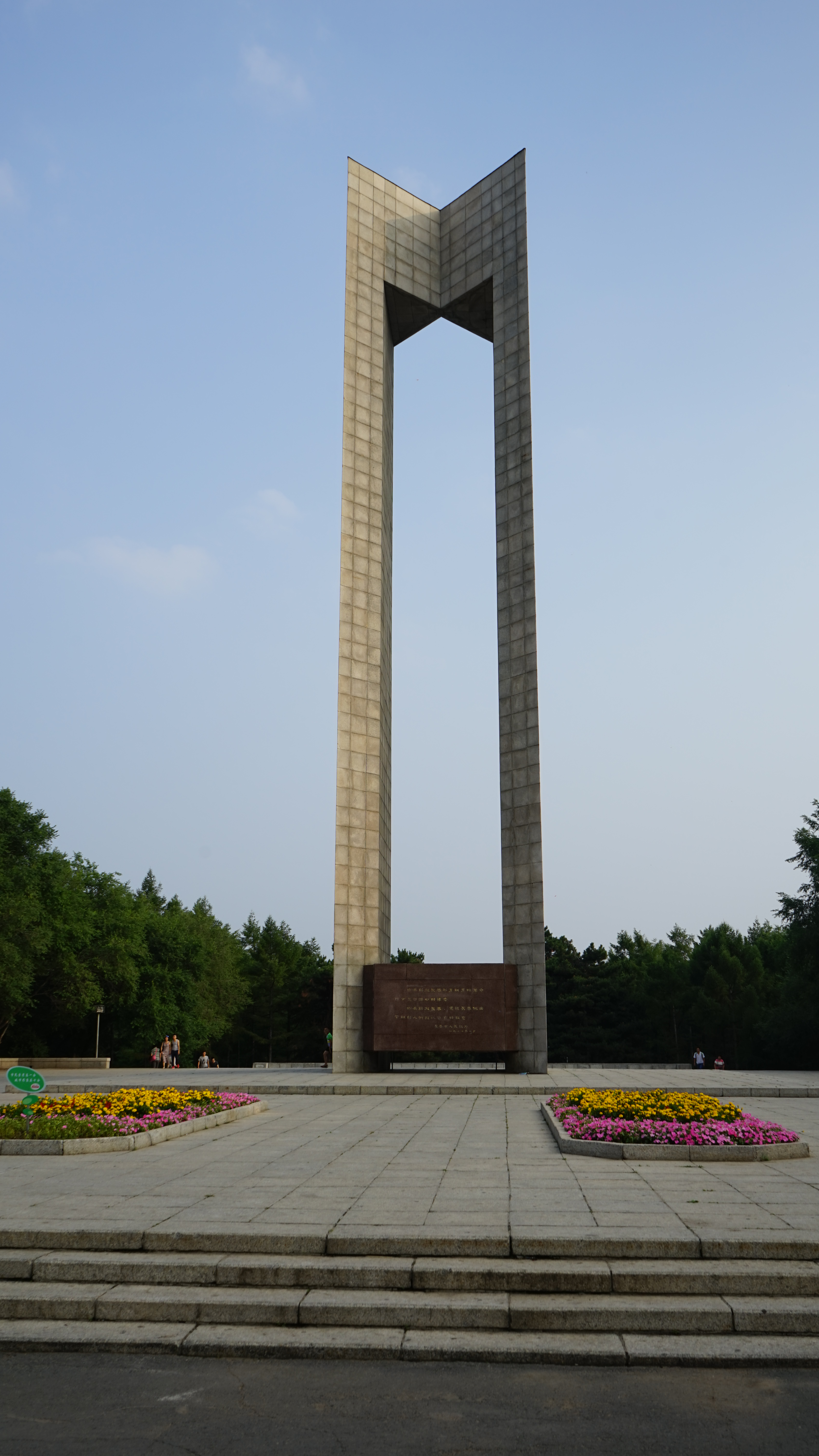
位于南湖公园北侧的长春解放纪念碑，现为长春市文物保护单位

1948年5月23日，東北野戰軍萧劲光部包围长春，封鎖城區對外交通，禁止人員出入，长春围困战爆发。10月19日，解放军佔領長春。长春围困战共持续150天，造成大量平民伤亡。1948年末长春围困战结束后，长春市改称“长春特别市”，直属于东北人民政府，后于1949年3月11日再次复称长春市。

#### 中华人民共和国时期
1949年4月21日，长春市政府由东北行政委员会直属改由吉林省政府直属。5月9日，长春市政府改称长春市人民政府。1952年，长春县被撤销，改称为长春市郊区。1953年8月1日，长春市改为中央直辖市，由东北行政委员会代理。1954年8月1日，长春市改为吉林省省辖市。9月27日，吉林省人民政府从吉林市迁到长春市，长春市自此成为吉林省省会城市。1955年2月22日，根据吉林省人民委员会指示，长春市人民政府改称长春市人民委员会。1956年7月13日，长春第一汽车制造厂生产出第一辆解放牌汽车。1958年，原公主岭专区所属农安、九台、德惠、双阳、榆树5县划归长春市领导，1966年曾短暂改属德惠专区，后于1969年再次划归长春市。1968年2月23日，长春市革命委员会成立。
1979年，长春市列为全国十五大经济中心城市之一。1980年6月1日，长春市革命委员会改称长春市人民政府。1988年至1994年间，九台县、榆树县、德惠县相继撤县设市。1989年2月，长春市为成国家计划单列市，被赋予相当省级的经济管理权限，后于1993年7月停止。1995年8月，长春市人民政府撤销双阳县建制，组建双阳区；撤销长春市郊区建制，组建绿园区；撤销二道河子区建制，组建为二道区。2007年，长春市承办了第六届亚洲冬季运动会，成为中国第二个承办亚冬会的城市。同年，北车长客生产出首列中国国产和谐号电力动车组。2014年10月20日，长春市撤销九台市，改设九台区。2016年，长春新区成立，其侧重于长春市生物医药、现代物流、装备制造等相关领域的建设和集聚。2020年6月19日，公主岭市由四平市划归长春市代管。

## 地理

### 地形
长春位于东北平原中部，处于松嫩平原和松辽分水岭的结合部。长春到四平深断裂是一条分割山地与平原的主要构造线，以东为隆起区（主要为大黑山），以西为沉降区，长春地区位于隆起区与沉隆区之间。地质构造的过渡性决定了长春地貌类型的多样性，形成了东高西低的地貌特征。长春就位于东部低山丘陵向西部台地平原的过渡地带，市区海拔在250—350米之间。长春地区东部有小面积的低山丘陵，较大部分为台地，第二松花江、饮马河、伊通河纵贯其间，沿河两岸则为平坦的冲积平原。山地约占长春地区土地总面积的9%：其中，低山占2.56%，丘陵占6.44%。主要有大黑山和吉林哈达岭。台地约占土地总面积的41%。其中，平缓台地占35.23%，高台地占5.77%。主要有榆树台地、长春台地、双阳台地和优龙泉台地。平原约占土地总面积的50%。其中，河谷平原占39.4%，低阶地占7.5%，湖积平原占3.1%。主要有双阳盆地、松花江河谷平原、拉林河河谷平原、饮马河河谷平原和农安湖积平原。
长春地区归纳起来有三个地质特点：一是地表起伏小，相对高差不超过40米至50米，地面坡度不超过4度至5度，有利于发展城市交通运输。二是地质基础比较稳固，地耐力为15吨至20吨/平方米，有利于城市基础设施建设。三是大部分处于台地丘陵地区，地下水相对松辽平原大部分地区较深，不利于采用。
长春城区最高点为大顶子山，是南关区、净月潭开发区、双阳区的分界点，海拔406米。

### 气候
长春市属大陆性季风气候区，在全国干湿气候分区中地处湿润区向亚干旱区的过渡地带。气温自东向西递增，降水自东向西递减。春季较短，干旱多风；夏季西太平洋副热带高压常与东南移动的贝加尔湖的冷空气交汇于此，东南风盛行，也有渤海补充的湿气过境，温热多雨，降水量占全年的60%以上。秋季天高气爽，可形成持续数日的晴朗而温暖的天气，温差较大，风速也较春季小。冬季漫长，在强大的蒙古高压控制下，气候寒冷而干燥。具有四季分明，雨热同季，干湿适中的气候特征。
年平均气温6.5°C，最冷月（1月）平均气温-14.7°C，极端最低气温−36.5℃（1970年1月4日）。最热月（7月）平均气温23.7℃，极端最高气温38.0℃（1951年7月9日）。年降水量593.3毫米，年平均日照时间2,596.8小时，无霜期140－150天。
| 长春市 (平均数据1991-2020年, 极端数据1951-2018年)                               | 长春市 (平均数据1991-2020年, 极端数据1951-2018年) | 长春市 (平均数据1991-2020年, 极端数据1951-2018年) | 长春市 (平均数据1991-2020年, 极端数据1951-2018年) | 长春市 (平均数据1991-2020年, 极端数据1951-2018年) | 长春市 (平均数据1991-2020年, 极端数据1951-2018年) | 长春市 (平均数据1991-2020年, 极端数据1951-2018年) | 长春市 (平均数据1991-2020年, 极端数据1951-2018年) | 长春市 (平均数据1991-2020年, 极端数据1951-2018年) | 长春市 (平均数据1991-2020年, 极端数据1951-2018年) | 长春市 (平均数据1991-2020年, 极端数据1951-2018年) | 长春市 (平均数据1991-2020年, 极端数据1951-2018年) | 长春市 (平均数据1991-2020年, 极端数据1951-2018年) | 长春市 (平均数据1991-2020年, 极端数据1951-2018年) |
| 月份                                                                            | 1月                                               | 2月                                               | 3月                                               | 4月                                               | 5月                                               | 6月                                               | 7月                                               | 8月                                               | 9月                                               | 10月                                              | 11月                                              | 12月                                              | 全年                                              |
| ------------------------------------------------------------------------------- | ------------------------------------------------- | ------------------------------------------------- | ------------------------------------------------- | ------------------------------------------------- | ------------------------------------------------- | ------------------------------------------------- | ------------------------------------------------- | ------------------------------------------------- | ------------------------------------------------- | ------------------------------------------------- | ------------------------------------------------- | ------------------------------------------------- | ------------------------------------------------- |
| 历史最高温 °C（°F）                                                             | 4.6 (40.3)                                        | 14.5 (58.1)                                       | 23.4 (74.1)                                       | 31.9 (89.4)                                       | 35.2 (95.4)                                       | 36.7 (98.1)                                       | 38.0 (100.4)                                      | 35.6 (96.1)                                       | 30.6 (87.1)                                       | 27.8 (82.0)                                       | 20.7 (69.3)                                       | 11.7 (53.1)                                       | 38.0 (100.4)                                      |
| 平均高温 °C（°F）                                                               | −9.3 (15.3)                                       | −3.9 (25.0)                                       | 4.5 (40.1)                                        | 14.8 (58.6)                                       | 22.0 (71.6)                                       | 26.5 (79.7)                                       | 28.1 (82.6)                                       | 26.9 (80.4)                                       | 22.3 (72.1)                                       | 13.7 (56.7)                                       | 2.0 (35.6)                                        | −7.1 (19.2)                                       | 11.7 (53.1)                                       |
| 日均气温 °C（°F）                                                               | −14.3 (6.3)                                       | −9.3 (15.3)                                       | −1 (30)                                           | 8.8 (47.8)                                        | 16.2 (61.2)                                       | 21.3 (70.3)                                       | 23.7 (74.7)                                       | 22.3 (72.1)                                       | 16.5 (61.7)                                       | 7.9 (46.2)                                        | −2.8 (27.0)                                       | −11.8 (10.8)                                      | 6.5 (43.6)                                        |
| 平均低温 °C（°F）                                                               | −18.6 (−1.5)                                      | −14.3 (6.3)                                       | −6.1 (21.0)                                       | 3.0 (37.4)                                        | 10.5 (50.9)                                       | 16.3 (61.3)                                       | 19.7 (67.5)                                       | 18.2 (64.8)                                       | 11.2 (52.2)                                       | 2.8 (37.0)                                        | −7.1 (19.2)                                       | −15.9 (3.4)                                       | 1.6 (35.0)                                        |
| 历史最低温 °C（°F）                                                             | −36.5 (−33.7)                                     | −31.9 (−25.4)                                     | −27.7 (−17.9)                                     | −12.2 (10.0)                                      | −3.4 (25.9)                                       | 4.5 (40.1)                                        | 11.1 (52.0)                                       | 3.9 (39.0)                                        | −3.7 (25.3)                                       | −13.4 (7.9)                                       | −24.7 (−12.5)                                     | −33.2 (−27.8)                                     | −36.5 (−33.7)                                     |
| 平均降水量 mm（）                                                               | 4.4 (0.17)                                        | 6.1 (0.24)                                        | 13.4 (0.53)                                       | 22.0 (0.87)                                       | 62.6 (2.46)                                       | 102.1 (4.02)                                      | 147.5 (5.81)                                      | 131.6 (5.18)                                      | 53.9 (2.12)                                       | 24.6 (0.97)                                       | 16.9 (0.67)                                       | 8.2 (0.32)                                        | 593.3 (23.36)                                     |
| 平均降水天数（≥ 0.1 mm）                                                        | 5.1                                               | 4.4                                               | 5.6                                               | 6.5                                               | 11.0                                              | 13.5                                              | 13.4                                              | 12.3                                              | 8.1                                               | 6.8                                               | 6.1                                               | 6.5                                               | 99.3                                              |
| 平均降雪天数                                                                    | 7.5                                               | 5.9                                               | 6.4                                               | 2.4                                               | 0.1                                               | 0                                                 | 0                                                 | 0                                                 | 0                                                 | 1.9                                               | 6.1                                               | 8.2                                               | 38.5                                              |
| 平均相對濕度（％）                                                              | 66                                                | 57                                                | 51                                                | 44                                                | 50                                                | 63                                                | 75                                                | 76                                                | 65                                                | 59                                                | 62                                                | 67                                                | 61                                                |
| 月均日照時數                                                                    | 180.9                                             | 203.7                                             | 236.9                                             | 238.1                                             | 253.5                                             | 245.4                                             | 229.0                                             | 235.3                                             | 236.8                                             | 210.4                                             | 167.7                                             | 159.1                                             | 2,596.8                                           |
| 可照百分比                                                                      | 62                                                | 69                                                | 64                                                | 59                                                | 55                                                | 53                                                | 49                                                | 55                                                | 64                                                | 62                                                | 59                                                | 58                                                | 59                                                |
| 平均紫外线指数                                                                  | 1                                                 | 2                                                 | 3                                                 | 5                                                 | 6                                                 | 7                                                 | 8                                                 | 8                                                 | 5                                                 | 3                                                 | 1                                                 | 1                                                 | 4                                                 |
| 来源：CMA台站气候标准值（1991-2020） . 中国气象局. [2023-04-11] （中文）.</ref> |                                                   |                                                   |                                                   |                                                   |                                                   |                                                   |                                                   |                                                   |                                                   |                                                   |                                                   |                                                   |                                                   |

## 政治

### 现任领导

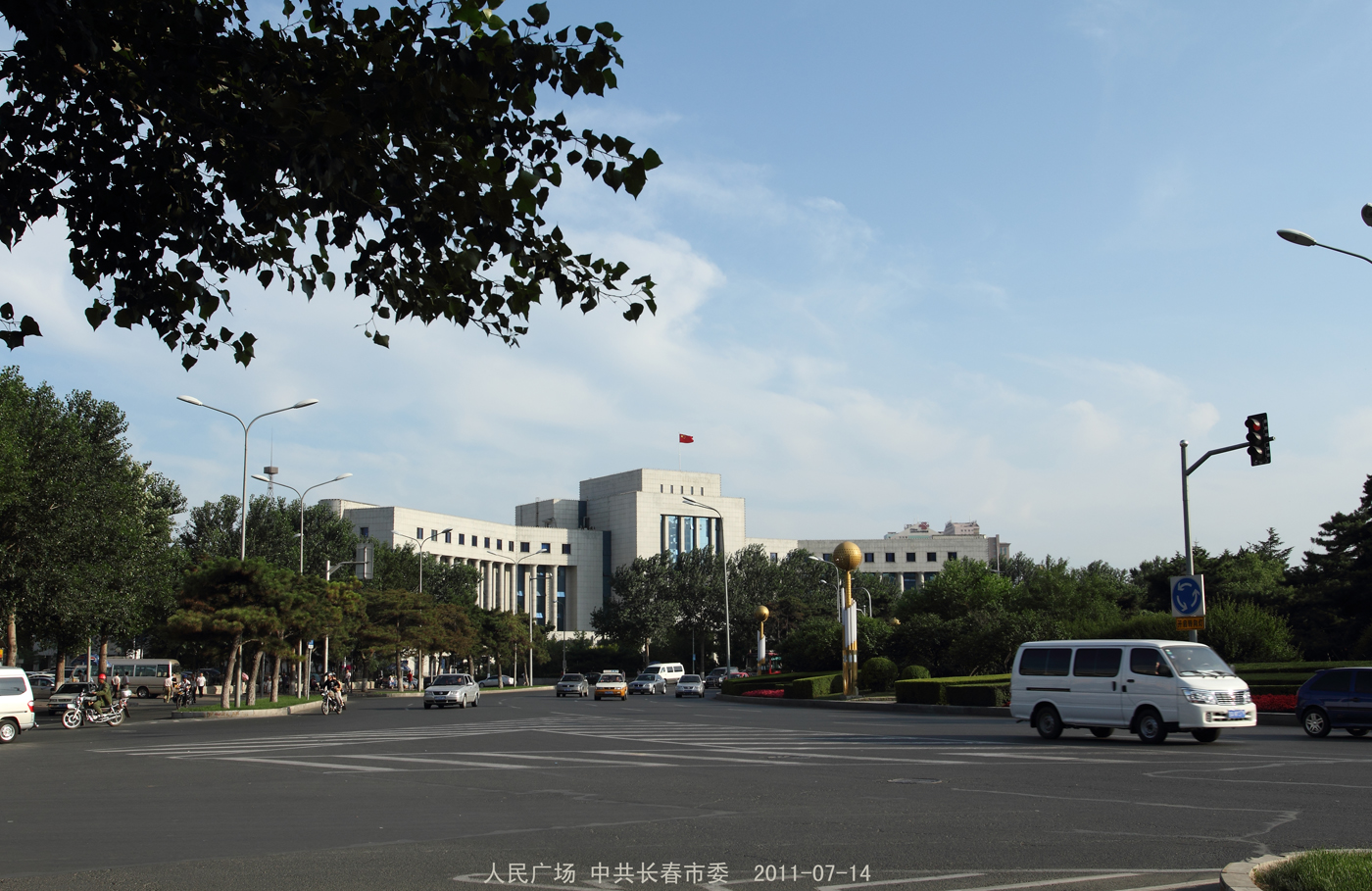
中國共產黨長春市委員會

| 机构     | · 中国共产党 · 长春市委员会 | 长春市人民代表大会 常务委员会 | 长春市人民政府    | · 中国人民政治协商会议 · 长春市委员会 |
| 职务     | 书记                        | 主任                          | 市长              | 主席                                  |
| -------- | --------------------------- | ----------------------------- | ----------------- | ------------------------------------- |
| 姓名     | 张恩惠                      | 王志厚                        | 顾刚              | 高志国                                |
| 民族     | 汉族                        | 汉族                          | 汉族              | 汉族                                  |
| 籍贯     | 内蒙古自治区托克托县        | 吉林省永吉县                  | 陝西省鎮安縣      | 吉林省大安市                          |
| 出生日期 | 1966年12月（58歲）          | 1963年10月（61歲）            | 1977年4月（48歲） | 1965年5月（60歲）                     |
| 就任日期 | 2023年4月                   | 2021年1月                     | 2025年7月         | 2023年1月                             |

### 行政区划
长春市现辖7个市辖区、1个县，代管3个县级市。其中，南关区、宽城区、朝阳区、二道区和绿园区常统称为市内五区；双阳区、九台区、榆树市、德惠市和农安县常统称为外五县。
- 市辖区：南关区、宽城区、朝阳区、二道区、绿园区、双阳区、九台区
- 县级市：榆树市、德惠市、公主岭市
- 县：农安县

除中华人民共和国民政部批准的正式行政区划外，长春市还设立以下特殊经济功能管理区：
- 国家级开发区
  - 长春高新技术产业开发区
  - 长春经济技术开发区
    - 长春兴隆综合保税区

  - 长春汽车经济技术开发区
  - 长春净月高新技术产业开发区
- 国家级新区
  - 长春新区[註 10]
    - 长春北湖科技开发区
    - 长春空港经济开发区
- 生态旅游度假区
  - 长春莲花山生态旅游度假区
- 省级开发区
  - 长春农安经济开发区（长春合隆经济开发区）
  - 长春宽城经济开发区（长春长江路经济开发区）
  - 长德经济开发区（中韩国际合作示范区）
  - 长春东湖生态经济开发区
  - 长春双阳经济开发区

## 人口
简要列出长春个别年份的人口数据。
- 1811年，长春厅辖民1,178户，人口61,755人。
- 1907年，长春府人口466,858人，其中府城人口约7万人。
- 1911年，长春府有591,240人，榆树县有423,677人，农安县有431,999人，德惠县有328,491人，双阳县有233,734人。[64]
- 1931年“九一八事变”前，长春县有478,539人，榆树县有502,822人，农安县有318,190人 ，德惠县有376,034人，双阳县有247,982人。南满铁路附属地有37,802人。[註 15]
- 1943年，新京特別市有754,210人。长春县有538,659人，榆树县有653,790人，农安县有391,800人，德惠县有329,882人，双阳县有260,586人，九台县有415,110人。
- 1953年第一次全国人口普查，长春地区有3,163,226人，男女比例为110.67:100。其中市区内有722,334人。
- 1958年，长春地区面积20,369平方千米，人口3,572,496人。其中4个市辖区面积146.76平方千米，人口98.8万。
- 1964年第二次全国人口普查，长春地区有4,282,117人，男女比例为105.89:100，其中市区内有1,307,056人。
- 1982年第三次全国人口普查，长春地区有5,754,166人，男女比例为103.94:100，其中市区内有1,737,768人。
- 1990年第四次全国人口普查，长春地区有6,421,956人，男女比例为104.71:100。市区有2,192,320人，其中汉族2,096,991人，满族39,942人，朝鲜族27,241人，回族22,938人，蒙古族3,526人，锡伯族594人，其他少数民族1088人。
- 1994年，长春地区面积20,369平方千米，有1,700,389户、6,574,999人。其中市区面积544平方千米，有630,679户、2,237,074人。
- 1998年长春地区有1,828,540户、6,868,673人，其中男性3,494,777人，占50.9％。市辖区人口有2,826,890人，当年出生22,151人，死亡15,241人，人口自然增长率为2.4％。全市有37个少数民族，27.8万人。主要有满族146,817人、朝鲜族49,964人、回族42,697人、蒙古族6,060人、锡伯族754人。
- 2000年第五次全国人口普查，长春地区总人口7,135,439人，男女比例为104.72:100。其中：城镇人口355.3万人，乡村358.2万人。
- 2006年底，全市面积20,571平方千米，总人口744.58万人。
- 2008年5月，长春六大主城区、四大开发区总人口487.6万（四环路以内），其中三环以内户籍人口368万。长春地区总人口868.72万（戶籍人口750萬），四环内实际居住人口超过500万，其中外来和流动人口约为120万。建成区面积660.19平方千米（五环-绕城高速以内），其中四环内建成区（核心建成区）面积379.94平方千米。

根据2010年第六次全国人口普查，全市常住人口为7674439人。同第五次全国人口普查相比，十年共增加541650人，增长7.59%。年平均增长率为0.73%。其中，男性为3878513人，占总人口的50.52%；女性为3798576人，占总人口的49.48%。总人口性别比（以女性为100）为102.10。0－14岁的人口为921367人，占12.00%；15－64岁的人口为6137509人，占79.95%；65岁及以上的人口为618213人，占8.05%。
根据2020年第七次全国人口普查，全市常住人口为9,066,906人。同第六次全国人口普查的8,767,375人相比，十年共增加了299,531人，增长3.42%，年平均增长率为0.34%。其中，男性人口为4,538,382人，占总人口的50.05%；女性人口为4,528,524人，占总人口的49.95%。总人口性别比（以女性为100）为100.22。0－14岁的人口为1,100,957人，占总人口的12.14%；15－59岁的人口为6,075,939人，占总人口的67.01%；60岁及以上的人口为1,890,010人，占总人口的20.85%，其中65岁及以上的人口为1,282,886人，占总人口的14.15%。居住在城镇的人口为5,979,069人，占总人口的65.94%；居住在乡村的人口为3,087,837人，占总人口的34.06%。
2022年末全市总人口为906.54万人，其中城镇常住人口608.68万人，占总人口比重（常住人口城镇化率）为67.1%，增长0.3个百分点。  

### 民族
全市常住人口中，汉族人口为8,666,496人，占95.58%；各少数民族人口为400,410人，占4.42%。与2010年第六次全国人口普查相比，汉族人口增加194,747人，增长2.3%，占总人口比例下降1.04个百分点；各少数民族人口增加104,784人，增长35.44%，占总人口比例增加1.04个百分点。其中，满族人口增加37,190人，增长21.77%，占总人口比例增加0.35个百分点；朝鲜族人口增加37,446人，增长67.04%，占总人口比例增加0.39个百分点。
| 民族名称                | 汉族      | 满族    | 朝鲜族 | 回族   | 蒙古族 | 维吾尔族 | 苗族  | 土家族 | 壮族  | 锡伯族 | 其他民族 |
| ----------------------- | --------- | ------- | ------ | ------ | ------ | -------- | ----- | ------ | ----- | ------ | -------- |
| 人口数                  | 8,666,496 | 208,017 | 93,304 | 43,517 | 34,114 | 2,857    | 2,668 | 2,317  | 1,861 | 1,540  | 10,215   |
| 占总人口比例（%）       | 95.58     | 2.29    | 1.03   | 0.48   | 0.38   | 0.03     | 0.03  | 0.03   | 0.02  | 0.02   | 0.11     |
| 占少数民族人口比例（%） | －        | 51.95   | 23.30  | 10.87  | 8.52   | 0.71     | 0.67  | 0.58   | 0.46  | 0.38   | 2.55     |

## 交通

### 铁路

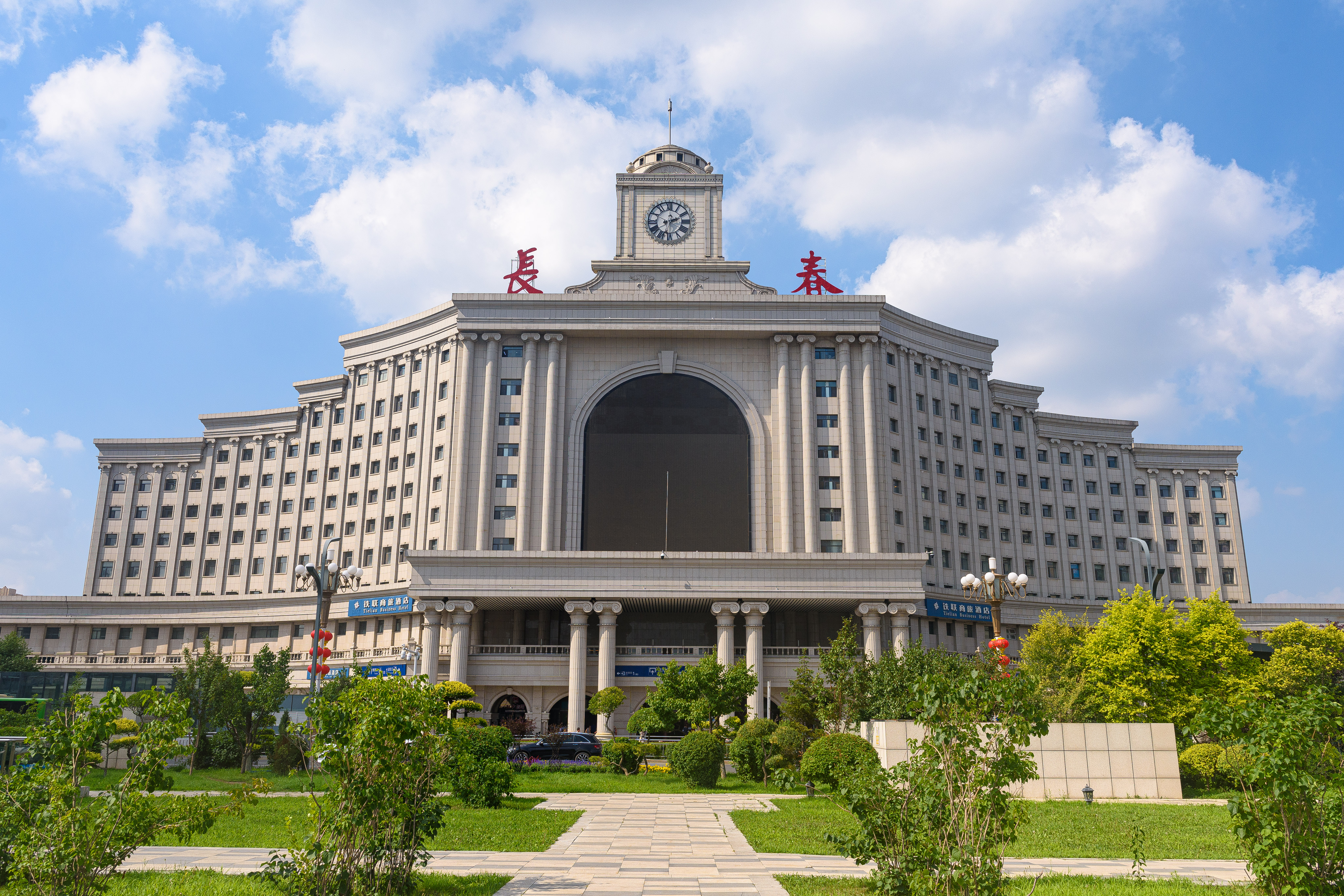
长春站是吉林省站场规模最大的火车站，始建于1907年

长春市是吉林省内最大的铁路枢纽城市，不仅是京哈铁路和京哈高铁的重要途径城市，也是长白铁路、长图铁路、长双烟铁路、长珲城际铁路的起点城市。城区内有长春站、长春西站两大枢纽客运车站和长春南站、长春东站等货运车站。
长春站启用于1907年，曾名头道沟车站，是中国铁路沈阳局集团有限公司直属的客运特等站。旧站舍始建于1913年，后于1992年拆除重建，2008年开始站场改造。目前该站已开通直达北京、广州、西安、上海等地的特快、直达列车，以及直达吉林、延吉、白城等地的动车组列车，目前日发送旅客达到7万多人次。
长春西站于2012年投入使用，目前是京哈高铁的重要途径站，并与长春站建有联络线，未来即将接入长辽通高铁等高速铁路。

### 航空

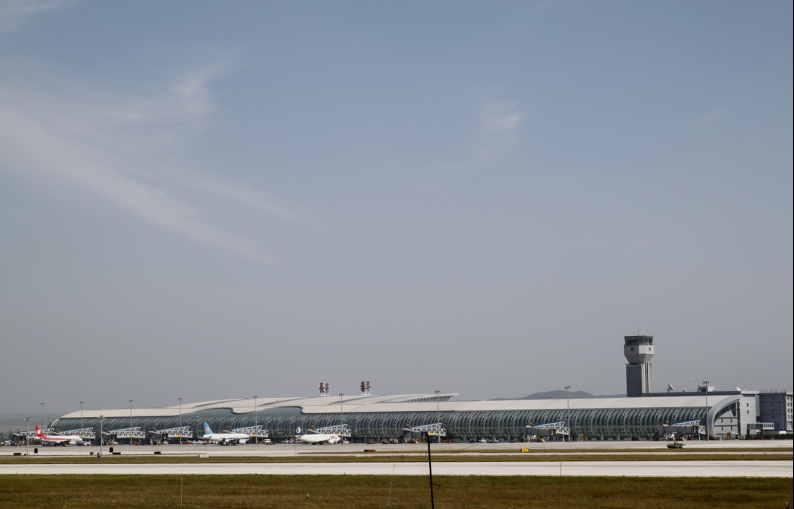
长春龙嘉国际机场

长春大房身机场始建于1935年，是长春市最早的军民合用机场。由于城市建设扩张需求对航线的影响以及军民合用造成的诸多不便，2005年8月27日，大房身机场民用设施关闭，其民航业务转移至长春龙嘉国际机场。
长春龙嘉国际机场位于长春市区东约32公里的九台区龙家堡镇与东湖街道交界处。目前，长春龙嘉国际机场已经开辟了136条国内外航线。国内通航城市有北京、上海、成都、昆明、厦门、西安、桂林、香港等；国际通航城市有韩国首尔、日本东京、俄罗斯海参崴、泰国曼谷、马来西亚吉隆坡等。长春龙嘉国际机场T2航站楼总建筑规模达12.8万平方米，是吉林省最大的单体航站楼，于2018年10月28日开始使用。

### 公共交通

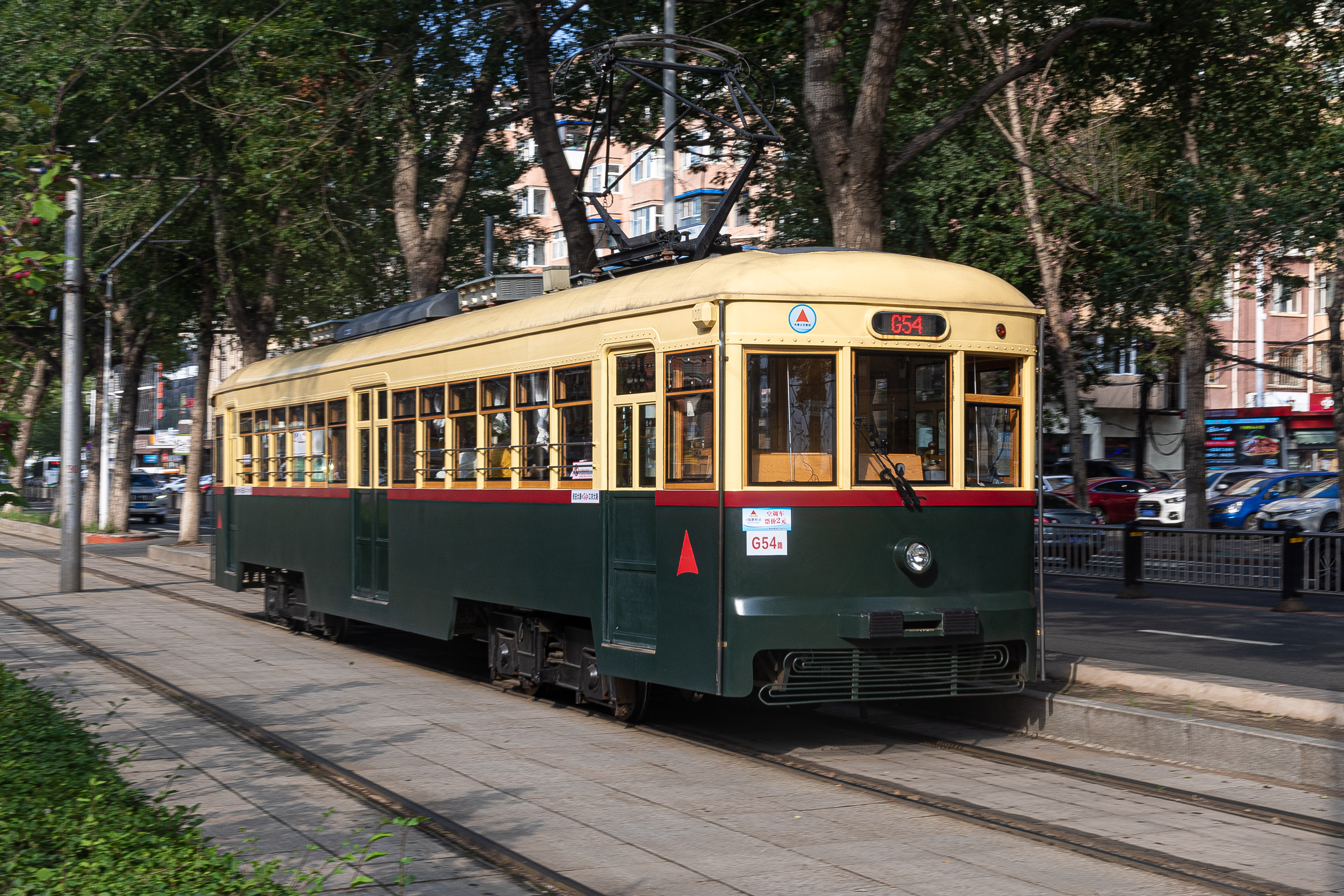
长春有轨电车54路，开通于满洲国时期

长春市的公交系统最早出现于1927年，商人马监堂经长春市政公所批准，建立了兴埠汽车行并开始运营头道沟、二道沟至长春火车站的两条公交线路。满洲国时期，新京市政府修建了多条有轨电车和巴士线路，长春的公共交通事业得到发展。截止2024年，长春共有公交线路共计253条。

#### 轨道交通

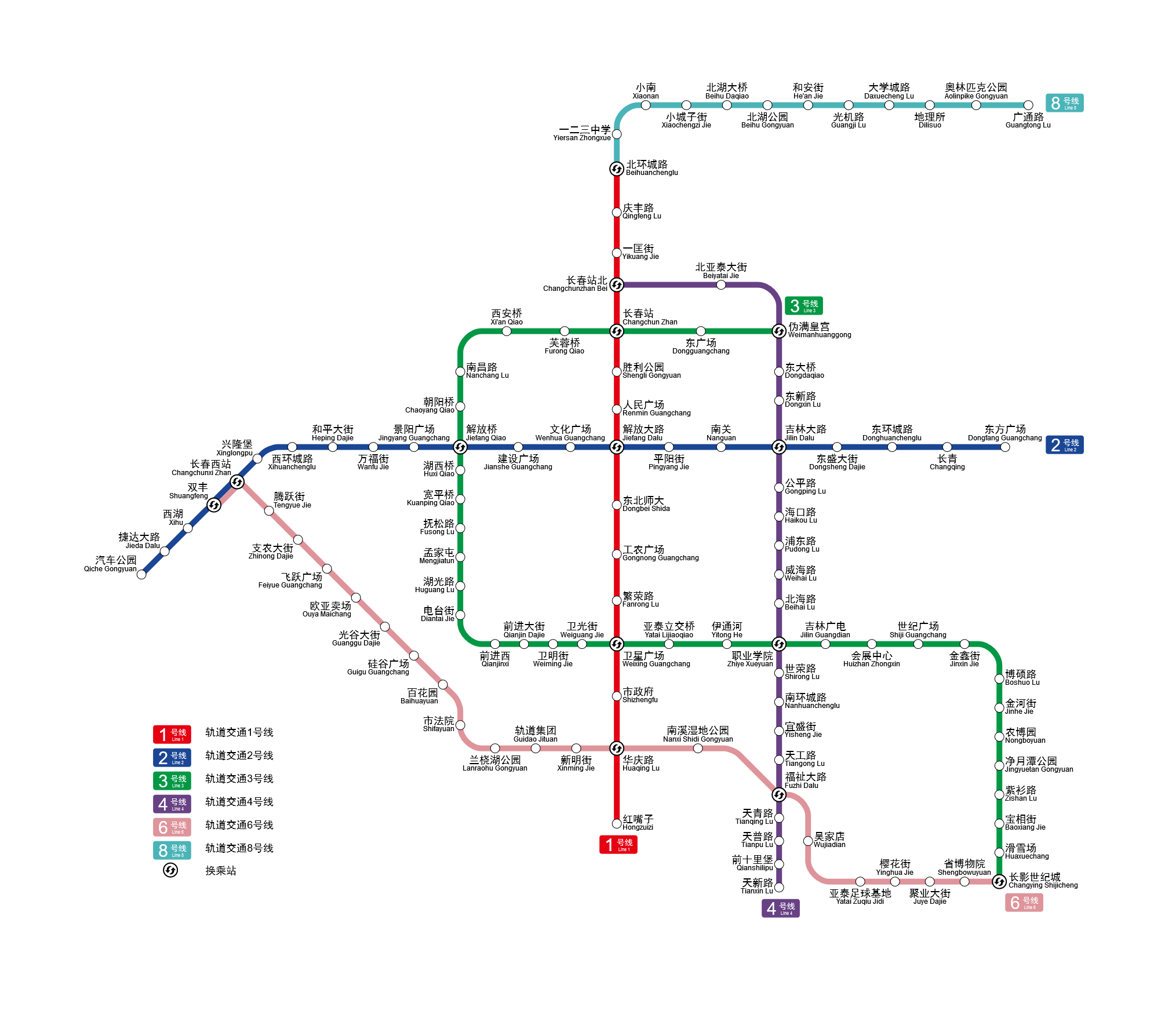
长春轨道交通路线图

长春市是中国大陆唯二现存传统有轨电车的城市之一。长春有轨电车线路始建于1941年4月，现存54路和55路两条有轨电车线路，年客运量达180万人次。
长春轨道交通于2002年10月30日开通运营，是中国大陆第五个、东北地区首个现代城市轨道交通系统。目前，长春轨道交通共计划修建10条，共计里程约459.7公里的城市轨道交通线路。其中1、2、5、6、7号线为地铁线路，3、4、8号线为轻轨线路，9号线（九台空港线）和10号线（双阳线）为市域铁路。目前1、2、3、4、6、8号线均已开通运营，5、7、9号线正在建设中。

#### 出租车
长春市的出租车运营数量和人均保有量整体较高。2020年长春市出租车实行调价后，基础里程为2.5公里，基础里程价8元（夜间22点至次日早4点为9元），超过基础里程后按实际行驶里程计费，每100米计价器增加0.22元；行驶距离在15公里（不含）至30公里间加收50%空驶费，行驶距离超过30公里则加收75%空驶费。时速低于12公里/小时开始累计低速等候费，按0.4元/分钟计。

### 公路
长春市全市共有公路569条，总里程达7094.8公里。其中高速公路5条，共计279.3公里；国道6条，共计672.5公里；省道7条，共计398.9公里；县道28条，共计1,420.5公里；乡道515条，共计4,288.1公里；专用车道8条，共计35.5公里。另外，长春市建有“两横三纵”快速路，全长84.5公里，缓解了长春市城区的交通压力。
- 国道  102国道、 229国道、 302国道、 334国道，国家高速 京哈高速、 珲乌高速、 长深高速过境。

#### 环路
长春市正在构建的城市闭合交通网络，包括：一环路全长15.13公里；二环路（旧中环）全长33.21公里；三环路（旧环城公路）全长47.88公里；四环路全长68公里；五环路（ 长春绕城高速）全长89.8公里；六环路全长约198公里（规划中)；七环路（ 长春都市圈环线）全长约372公里，目前农安经九台至伊通段（东半环）已开通，伊通经怀德至农安段（西半环）正在建设中，预计2025年全线通车。

## 经济
中华人民共和国成立前，长春市的经济以消费型经济为主。其第三产业在经济结构当中占比逐渐提高；第一产业随着大量外地移民涌入占据经济结构比例上的绝对优势；第二产业亦有小规模的发展。中华人民共和国成立后，“一五计划”开始实施。自此，长春市第二产业经济占经济结构的比例显著提高，制造业亦成为了城市发展的重要支柱。目前，长春市为中华人民共和国重要的工业城市。
以下为长春地区2001-2008年的主要经济指标：
| 年份 | 地区生产总值 | 增长   | 人均产值 | 增长   | 第一产业 | 比重 | 第二产业 | 比重 | 第三产业 | 比重 |
| ---- | ------------ | ------ | -------- | ------ | -------- | ---- | -------- | ---- | -------- | ---- |
| 单位 | 亿元         | %      | 元       | %      | 亿元     | %    | 亿元     | %    | 亿元     | %    |
| 2008 | 2,561.9      | 16.5   | 34,193   | 15.4   | 217.8    | 8.5  | 1311.8   | 51.2 | 1032.3   | 40.3 |
| 2007 | 2,074        | 19.1   | 27,651   | 18.2   | 190      | 9.2  | 1,046    | 50.5 | 837      | 40.4 |
| 2006 | 1,741        | 15.1   | 23,385   | 14.3   | 162      | 9.3  | 852      | 48.9 | 727      | 41.8 |
| 2005 | 1,513        | (-1.5) | 20,462   | (-2.2) | 164      | 10.8 | 705      | 46.6 | 644      | 42.6 |
| 2004 | 1,536        | 14.8   | 20,923   | 14     | 168      | 10.9 | 743      | 48.4 | 625      | 40.7 |
| 2003 | 1,338        | 16.3   | 18,357   | 15.5   | 157      | 11.8 | 630      | 47.1 | 550      | 41.1 |
| 2002 | 1,150        | 14.7   | 15,890   | 13.8   | 147      | 12.8 | 522      | 45.4 | 481      | 41.8 |
| 2001 | 1,003        | 21.7   | 13,957   | 20.9   | 136      | 13.5 | 444      | 44.2 | 424      | 42.2 |

### 第一产业
长春市是中华人民共和国重要的粮食生产区。其下辖或代管的榆树市、德惠市、农安县、公主岭市为全国十大产粮县之四。在农副产品加工领域，相关知名企业包括大成集團、德大集团、吉粮集团和皓月集团等。

### 第二产业
长春市的第二产业是长春市经济的主导性产业。汽车制造、轨道交通制造、农副食品加工、光电信息制造、生物医药制造、新能源、建筑和材料制造及其相关产业是长春市的特色工业类别。
长春市的汽车工业相关产值占该市工业产值比重超过70%，是长春市制造业的核心产业。兴建于1953年的长春第一汽车制造厂是中华人民共和国成立后兴建的第一家汽车制造厂。经多年的技术发展和更新，中国一汽现已成为中华人民共和国规模较大的现代化汽车生产科研基地之一，同时也吸引了诸多全球较知名汽车零配件产业公司在长春市设厂生产。
长春市的轨道交通制造业亦是其工业支柱性产业之一。长春客车厂生产了中华人民共和国第一辆轨道客车、第一辆有轨电车、第一列地铁和第一辆磁悬浮列车，其产品亦服务了海内外众多厂商。
长春市的电影工业亦较为知名。长春电影制片厂是全国较大规模的制片厂之一。

### 第三产业
长春市的第三产业起步于清末民初，初期的商业核心为满铁附属地的吉野町（今长江路）和长春商埠地一带。满洲国时期，长春作为首都，其第三产业较快发展。新京市区内建有宝山洋行、三中井洋行等百货商店以及丰乐剧场、纪念公会堂等公共娱乐设施，丰乐路（今重庆路）、新发路等商圈逐渐兴起。中华人民共和国成立后，国营商业逐渐替代原有商业结构，政府开设了多家国营百货和国营副食商店。改革开放后，长春商业再次较快发展。目前，长春市作为吉林省的商业中心城市和商品集散地城市，以重庆路商圈、红旗街商圈、桂林路商圈和前进商圈四大商圈为主，長江路商圈（长春站商圈）、亚泰大街商圈和南部新城商圈等小型商业聚集地为辅的地域性商业结构。
- 重庆路商圈：长春市较早的商圈之一，拥有重庆路万达广场、卓展购物中心、长春百货大楼、亚泰富苑、活力城等购物商场。
- 红旗街商圈：拥有欧亚商都、这有山、红旗街万达广场、亚细亚百货、百脑汇等购物商场。
- 桂林路商圈：长春市较为新兴的商圈之一，临近长春万象城，以特色美食商铺和服饰批发市场为主。[98]
- 前进商圈：长春市较为新兴的商圈之一，拥有欧亚卖场、国泰Rio Mall、栖乐荟、活力汇等购物中心。

长春的酒店数量较多，香格里拉大饭店、喜來登酒店、凱悅酒店等高端连锁品牌均在长春开设有分店。另有海航紫荆花饭店、春谊宾馆、华天大酒店、南湖宾馆、松苑賓館、五環國際酒店、吉林省宾馆、长春市宾馆、长白山宾馆、会展中心大饭店、吉祥酒店等十几家本地知名酒店。

## 文化

### 语言
长春话属于东北官话哈阜片长锦小片，通行区域为长春市大部分地区。由于长春城区在建国后工业、文化、商业服务业大量发展，以及河北、山东等省份移民大批融入，长春话形成了口音相较其他哈阜片方言更接近普通话的特点。长春话既具备了东北官话的诸多特点，如儿化音现象较普通话更明显且频繁、普通话里发/ʐ/（即汉语拼音里的“r”）声母的字东北官话一般读零声母或/j/（汉语拼音里的“y”）、[ʈ͡ʂ ʈ͡ʂʰ ʂ]与[t͡s t͡sʰ s]（即汉语拼音里翘舌的“zh、ch、sh”与平舌的“z、c、s”）相混等；同时，长春话也包含了某些特有的方言，随着一些小品和影视作品在全国流行而传播，如大回和小回（即左转和右转）、踩一脚（即“踩一脚刹车”，通常是公交车或出租车乘客用来提醒司机停车）等。另外，长春的外五县也有各自的方言特点。

### 宗教

#### 佛教

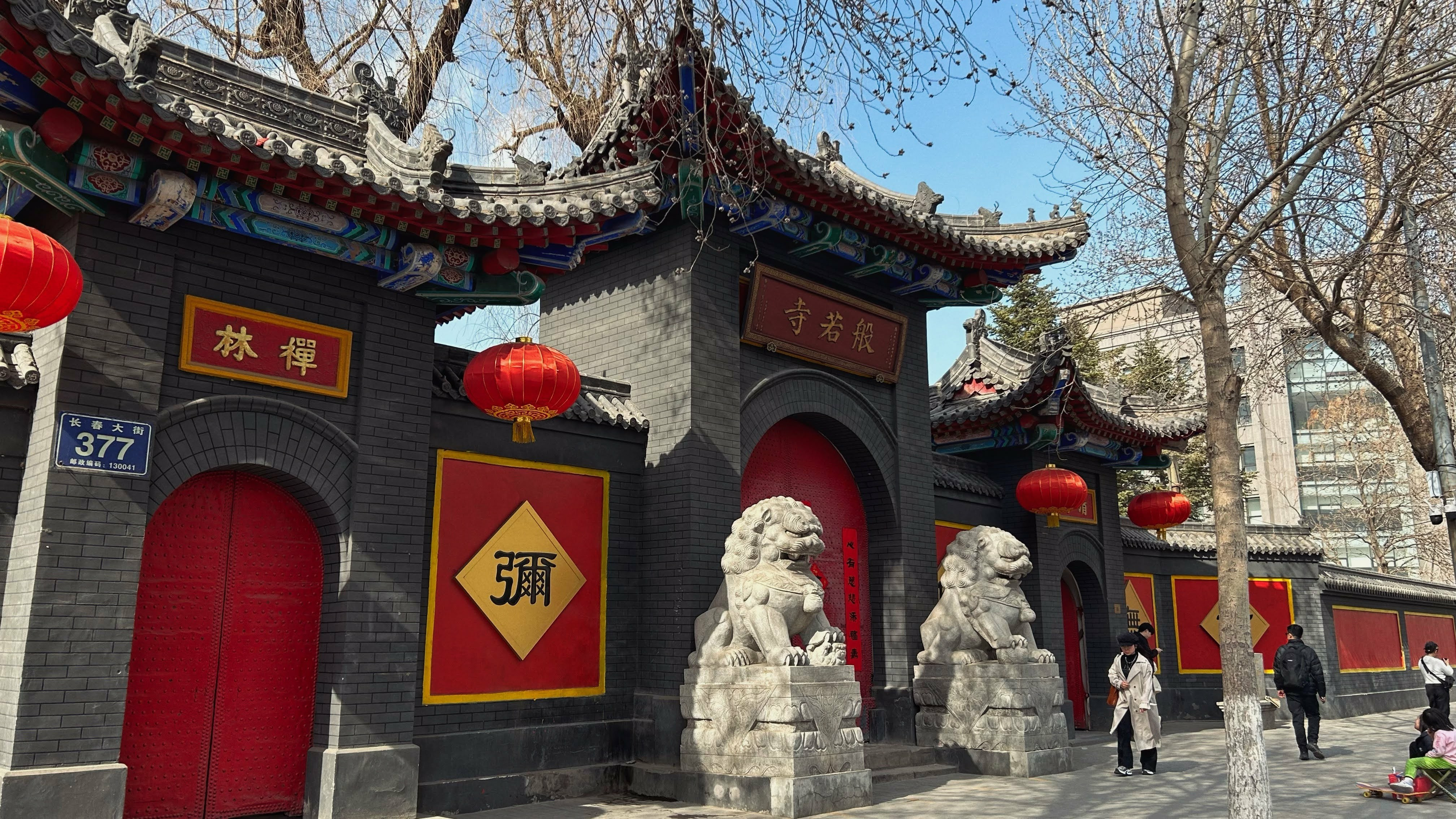
始建于1922年的长春般若寺

长春最大的佛教寺院為般若寺，位於人民广场东北侧。该寺始建于1922年，1934年更名为“护国般若寺”，占地1.5万平方米，现为吉林省和长春市佛教协会所在地 。其他知名佛教寺庙还有百国兴隆寺、观音寺、大佛寺等。

#### 伊斯兰教

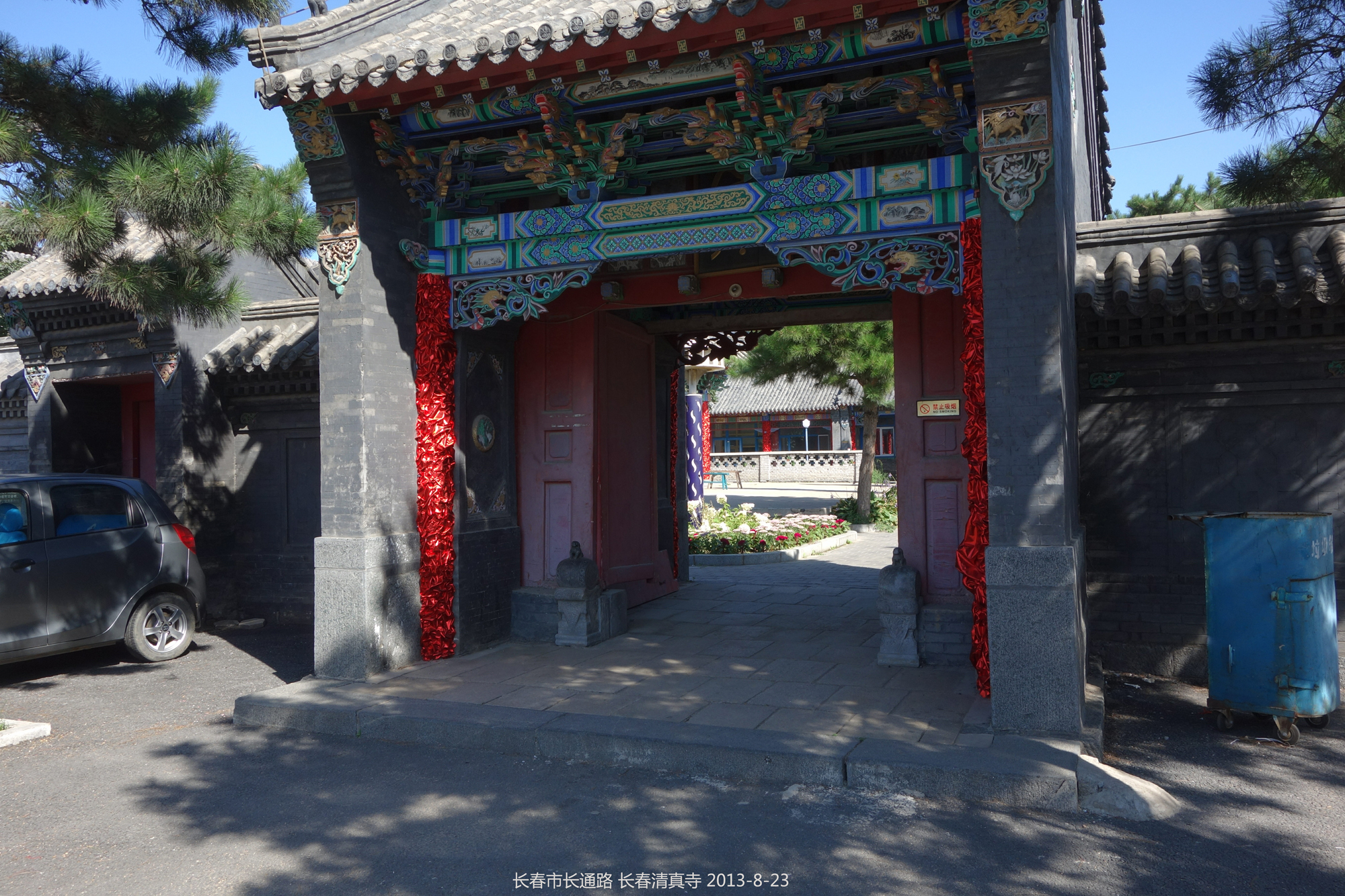
长春清真寺入口

长春市的穆斯林人口较少。长通路清真寺是长春最大的清真寺，始建于1824年，其整体布局和建筑艺术兼具了伊斯兰建筑和吉林本地传统民居的特点。另一座较为知名的清真寺则为二道清真寺。

#### 基督教

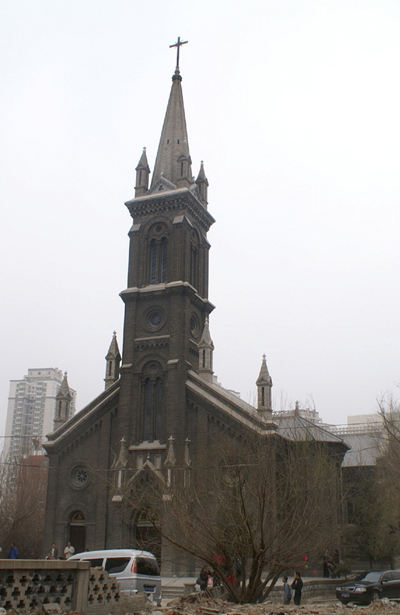
长春市天主教堂

长春市的基督宗教教派主要分为新教与天主教。位于西五马路的长春基督教堂为长春最大的新教教堂，同时也是长春基督教会所在地；位于东四道街的长春天主教堂则是最大的天主教堂，因主要奉祀聖女小德蘭，也称德肋萨堂。其他知名基督教教堂包括春城基督教堂、宽城基督教堂、朝鲜族基督教堂等。由于俄国在长春的影响力衰竭，长春市的东正教教堂已毁弃并拆除，其下辖的德惠市现有一座年久失修的东正教堂。

#### 民间信仰

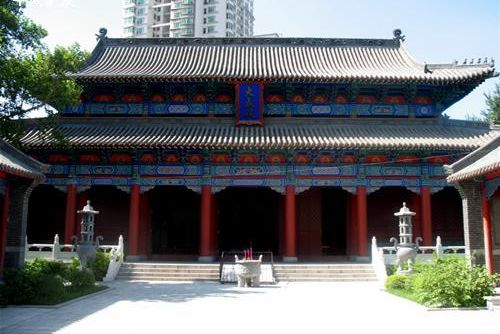
长春文庙外景

儒学方面，长春文庙曾作为全国十四家“祭孔”的文庙之一，每年二月和八月都会举行仪式纪念孔子。萨满教曾作为满族的民间信仰，后信众减少而则近乎成为长春地区重要的文化遗产。长春师范大学萨满文化研究所是东北地区唯一一个萨满文化专门研究机构。

### 城市建设

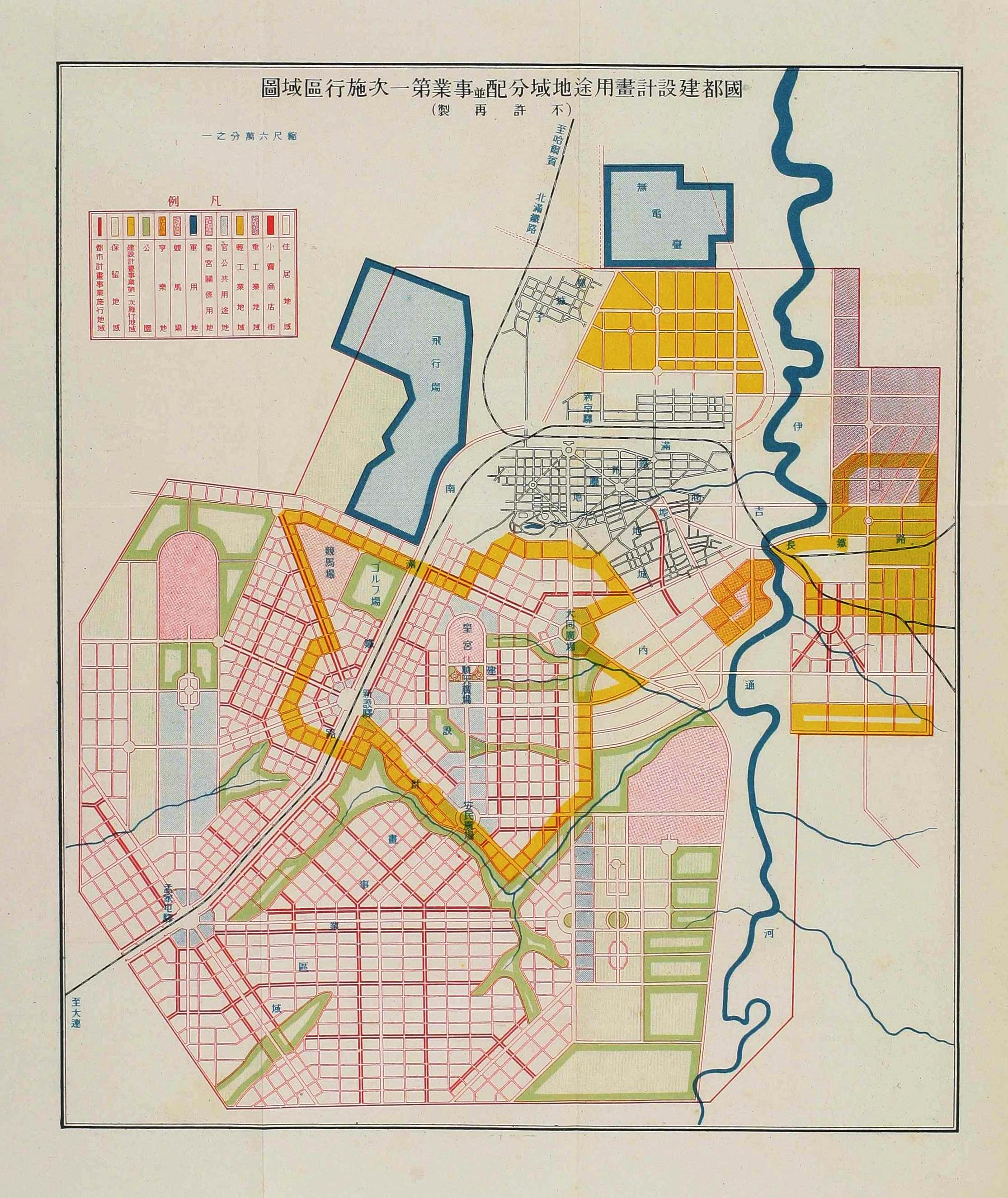
满洲国时期的《新京市国都建設计划事業第一次施行区域图》

1825年，长春厅治所由新立城迁至宽城子，宽城子及其周边地区城镇建设得以快速发展。1899年，沙俄在宽城子西北的二道沟修建了宽城子火车站，其附近由沙俄修建的铁路附属地是长春城市发展而形成的第二块街区。1907年，日本开始在宽城子北侧的头道沟修建长春火车站及其满铁附属地，长春城市的第三块街区亦开始形成。同年，长春府衙决定建设商埠地，连接了宽城子老城区和满铁附属地。
长春市主城区的城市框架结构和功能区布局基本形成于满洲国时期的“国都建设计划”。该建设计划借鉴了19世纪巴黎的改造规划以及英国城市规划学家埃比尼泽·霍华德的“田园城市”理论，注重新旧城区间的有机结合。考虑铁路、地形和水系等对城市扩张发展的制约，该建设计划将新城区规划于旧城区的南侧。新城区的城市绿化、市政工程设施以及交通道路的规划设计代表了当时城市规划的先进水准，建成了大量花园城市风貌的新街区和以满洲国八大部为代表的官衙建筑。其道路系统采用了以放射状、环状与方格状相结合的多心形式道路。其他的城市规划特色包括在重要路口设置环岛广场、加宽道路宽度、道路绿化带结合公园形成绿化系统等。
中华人民共和国成立后，长春市区的建成区面积增加，今京哈铁路以西和以北、南湖以南和伊通河以东开拓了大片的工业和生活区。直至改革开放前，长春市老城区则基本保持满洲国时期的旧貌，城市更新相对较少。20世纪80年代，长春的城市更新速度和郊区城市化扩张速度加快。1985年5月4日，中华人民共和国国务院批复《长春市城市总体规划》并指出，要加强对各级文物保护单位和历史街区及其周围环境的保护，充分发挥长春市作为园林城市的形象。随后，长春经济技术开发区等开发区相继成立，长春的郊区城市化速度进一步加快，北湖新区和南部新城是目前长春城市扩张的两大重点区域。

### 建筑

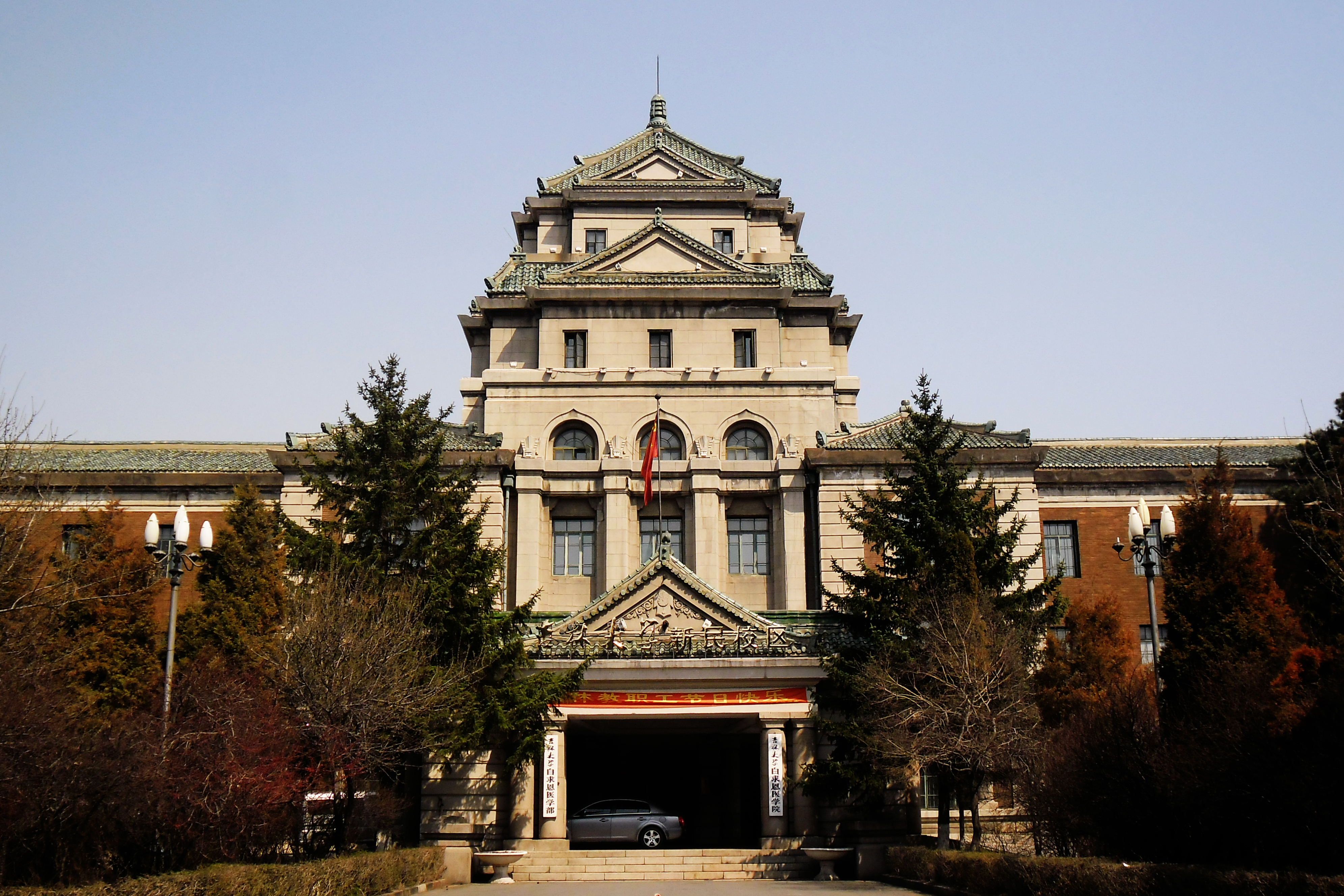
满洲国司法部旧址是满洲国时期长春的兴亚式建筑代表作品

在沙俄修建东清铁路前，长春地区的建筑物以中国东北地区的民居为主。这些民居整体外观以中国北方汉族传统民居为基础，兼具了满族、蒙古族等游牧民族传统民居的部分形制特色。随着宽城子站铁路附属地和长春满铁附属地的修建，众多俄罗斯、日本等外国建筑风格开始传入长春地区，如长春大和旅馆、宽城子站铁路俱乐部等。满洲国时期，随着长春在满洲国政治地位的提高和日本对于满洲地区影响的增强，众多兴亚式建筑开始在新京特别市走向流行。这些兴亚式建筑大多采用现代的钢筋混凝土结构建造，且兼具了中国和日本传统建筑造型，典型代表有满洲国皇宫、满洲国八大部等。中华人民共和国建立后，一批融合了中国古典建筑风格和苏联斯大林式建筑风格的现代主义建筑开始大规模修建。其中，长春地质宫、长春地质学院“鸽子楼”、长春市体育馆、吉林省图书馆、长春市工人文化宫、吉林省宾馆、长春光学精密机械研究所、吉林省南湖宾馆、吉林农业大学教学楼和长春应用化学研究所主楼因设计优良、造型独特等特点，被评为“长春建国初期十大建筑”。

### 餐饮

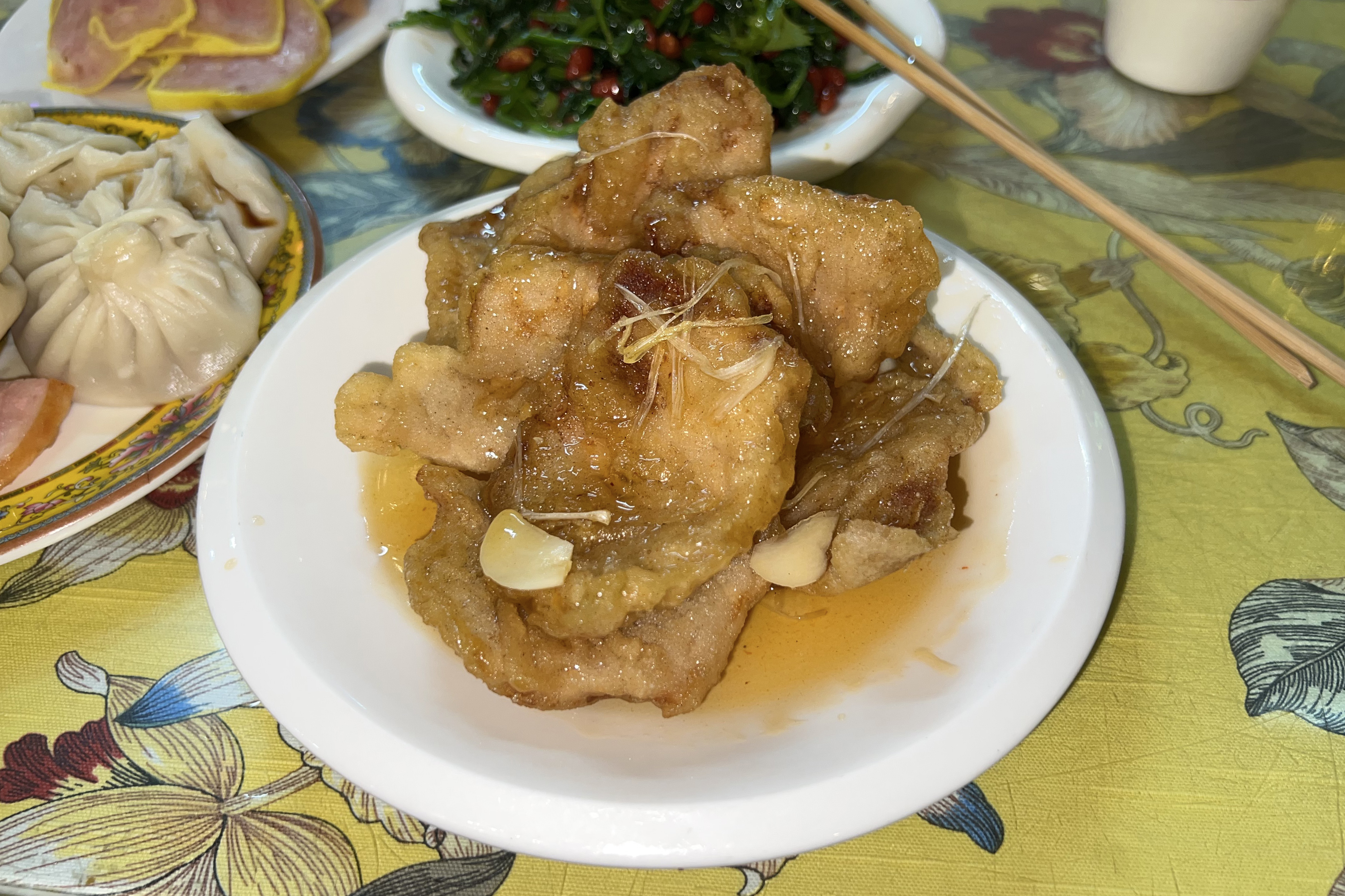
锅包肉是长春菜的代表菜肴之一

长春菜是东北菜系吉菜分支的代表，其整体特点为口味偏咸、菜量足、荤菜比重较多。同时，由于近现代大规模的人口迁入长春以及众多少数民族在长春聚居，鲁菜、川菜、京菜等地区菜系以及满、蒙、朝鲜等民族的特色食品均对长春菜产生较大影响。
长春菜的特色菜肴有锅包肉、排骨炖豆角、杀猪菜、铁锅炖鱼、红烧丸子、满族八大碗、人蔘汽鍋雞、烧鹿尾、羊肉烧芸豆、朝鲜冷面、尖椒干豆腐、地三鲜、酸菜馅饺子、熏肉大饼和酸菜白肉火锅等。另外，长春的地方小吃亦具有特色，其包括坛肉、酱骨头、麻辣烫、酸辣粉、炒粉、烤蒜、鸡汤干豆腐串、烤馒头、打糕、朝鲜咸菜、炖狗肉和明太鱼等。

### 影视媒体

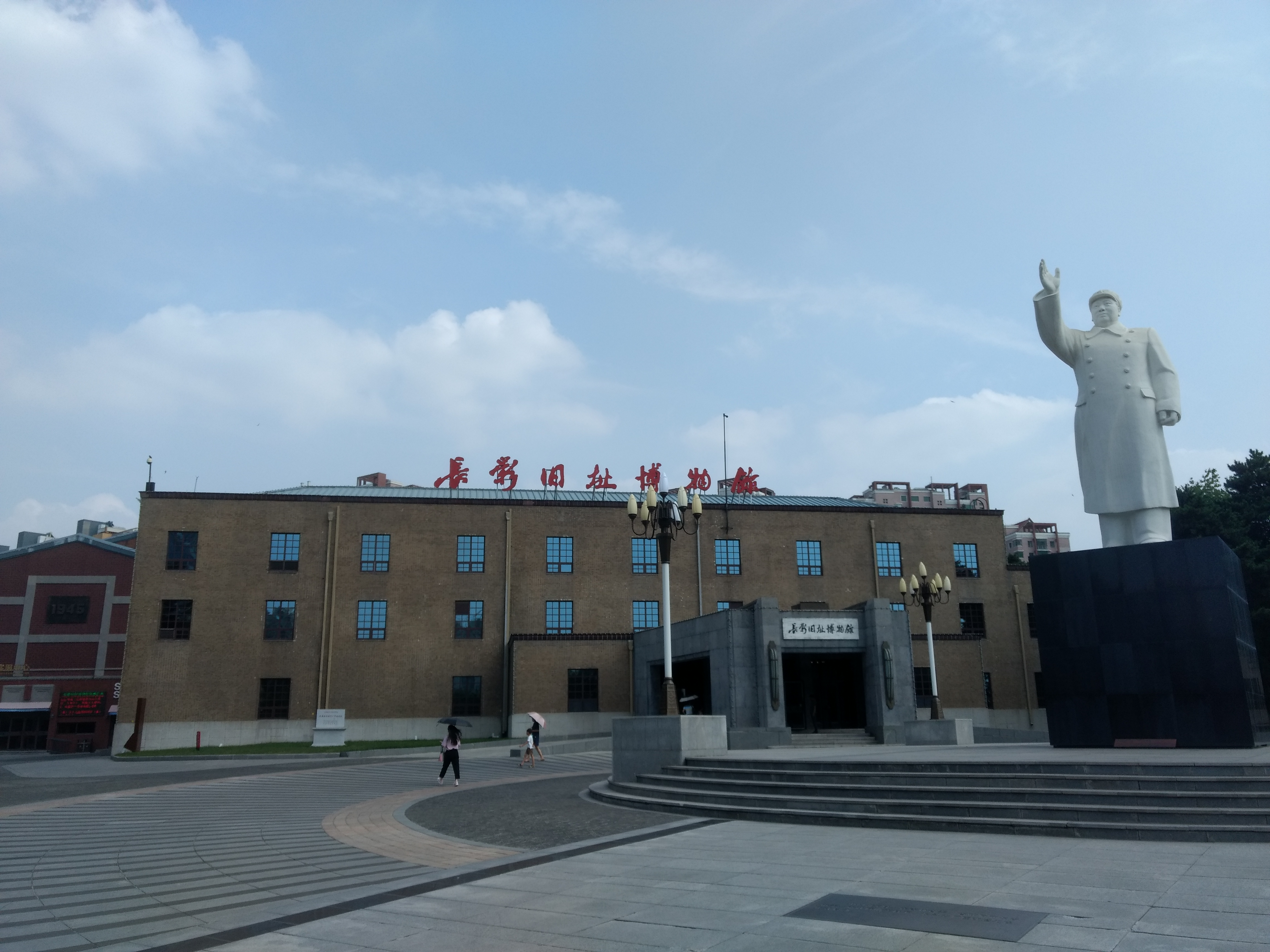
长春电影制片厂旧址，现为长影旧址博物馆

1937年，满洲国政府在新京成立了满洲映画协会（简称“满映”），直至解体前共拍摄了共计近500部故事片、教育片、纪录片等。其所属著名演员有李香兰（山口淑子）、刘恩甲、浦克、张奕、于洋和凌元等，导演有内田吐梦、朱文顺等。中国共产党占领长春后，满映被接收并改为长春电影制片厂，其出品的知名作品有《英雄儿女》、《刘三姐》、《五朵金花》、《白毛女》等。至今，长春电影制片厂仍是全国较为知名的电影制片厂之一。
吉林电视台、长春电视台、吉林人民广播电台和长春人民广播电台均坐落于长春市。长春人民广播电台的交通之声频道和文艺频道均有大量长春市民收听。此外，长春市下辖的各市、县及九台区、双阳区均拥有各自的电视台。这些电视台和广播节目一般以普通话播出，同时也有综艺节目等节目使用方言。

### 节庆会展

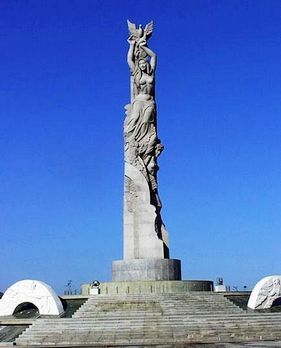
长春世界雕塑公园主塔

- 中国长春电影节，创办于1992年，现已成为中国电影界的“四大电影节”之一
- 长春国际雕塑作品邀请展：于1997年首次举办，至2008年已举办了九届。每届都有上百个国家的艺术作品参展，很多优秀作品由长春世界雕塑公园收藏展出。
- 长春冰雪节：全称“中国长春净月潭冰雪旅游节暨瓦萨国际越野滑雪赛”，始于1998年，每年冬季在净月潭举办，包括多种文化活动和体育赛事。[115]
- 长春国际汽车博览会：中国大型车展，创办于1999年，地点为长春国际会展中心。长春作为汽车工业中心，每年还有很多相关会展，于2007年举办了第一届“长春汽车节”。
- 中国长春国际农业·食品博览（交易）会：农博会是吉林省的重要展会，截止到2008年9月2日，已经举办了七届。[116][117][118]
- 中国吉林·东北亚投资贸易博览会（简称东北亚博览会）：中国吉林·东北亚投资贸易博览会，是经国务院批准，由商务部、国务院振兴东北办和吉林省人民政府共同主办的国家级大型国际性区域综合博览会，是中国政府为推动中国与东北亚国家经贸往来和区域合作而采取的一项积极行动，旨在构建中国与东北亚国家互利共赢、交流合作、竞争开放的长期合作平台。[119]

### 体育
长春是东北地区的重要体育城市，近年来在足球、篮球等集体项目上有过突出的表现。
长春亚泰足球俱乐部是近年来中国足坛的一支劲旅，2006年第一次升上顶级联赛就取得了第四名的成绩，在2007赛季更是第一次夺取了中国足球超级联赛的冠军。2008年，又第一次代表中国参加了亚洲冠军联赛。
吉林九台农商银行队已在CBA征战多个赛季，曾经在2004-2005赛季闯入季后赛半决赛，败于当年的总冠军广东华南虎队。
东北师范大学男篮是中国大学生篮球联赛（CUBA）的一支劲旅，曾连续三年闯入八强并捧得过一次冠军。
另外，长春市在冬季项目，乒乓球，射击等项目上都为国家输送了不少人才，其中，长春的短道速滑选手曾经占据了大半支国家队，在2010年温哥华冬奥会上，年仅19岁的长春籍小将周洋夺得短道速滑女子1500米冠军，为长春市赢得了第一枚奥运会个人项目金牌。
2007年，长春市举办了2007年亚洲冬季运动会，成为继哈爾濱之后第二个举办这一赛事的中国城市。
体育场馆
南岭体育场主要用于田径和足球赛事，目前是长春亚泰足球队主场，可容纳观众50,000人。
经开体育场曾于2009-17年作为长春亚泰队主场，可容纳观众25,000人。
五环体育馆第六届冬季亚洲运动会主赛场，可用于冰上及篮球，排球等赛事，可容纳观众12,000人。
长春市体育馆目前是吉林东北虎篮球队主场，可容纳观众4,400人。
吉林省滑冰馆第六届冬季亚洲运动会比赛场馆，可容纳观众2,664人。
吉林省速滑馆第六届冬季亚洲运动会比赛场馆，可容纳观众2,000人。
富奥冰球馆第六届冬季亚洲运动会比赛场馆，可容纳观众800人。
长春市滑冰馆第六届冬季亚洲运动会比赛场馆，可容纳观众300人。

### 全国重点文物保护单位
- 五家子遗址
- 揽头窝堡遗址
- 农安辽塔
- 吉长道尹公署旧址
- 偽滿皇宮博物院及日军政机构旧址
- 满洲国中央银行旧址
- 长春电影制片厂早期建筑
- 长春第一汽车制造厂早期建筑
- 侵华日军第100部队遗址
- 伪满建国忠灵庙旧址

### 旅游景点

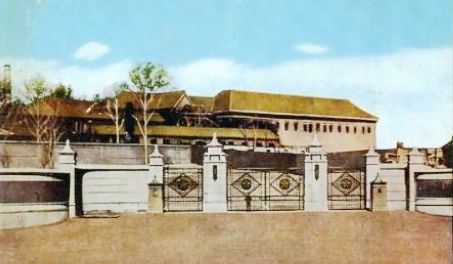
满洲国皇帝帝宫

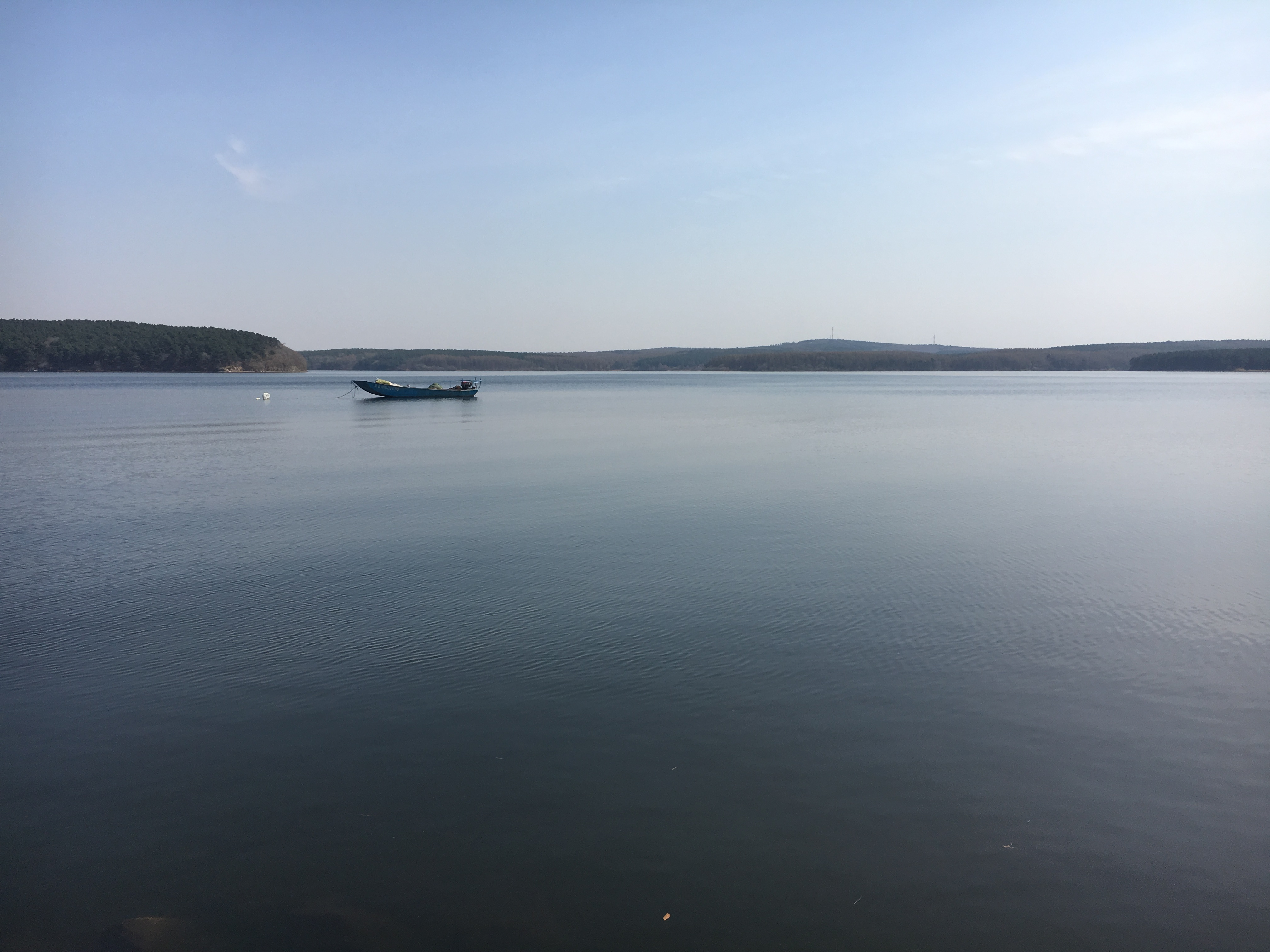
净月潭

- 偽滿皇宮博物院：中国现存的三大宫廷遗址之一，位于宽城区光复路北侧，1932年4月至1945年8月间作为满洲国皇帝溥仪办公和生活场所使用。其宫廷区域可分为用于政务办公的外廷和皇室生活的内廷两个部分，建筑风格东西合璧。其中外廷的主体建筑勤民楼建于20世纪初，是溥仪办理政务和举行典礼的场所。其它主要建筑有辑熙楼、怀远楼、嘉乐殿、同德殿、书画库、御用跑马场、御用防空洞、建国神庙遗迹等。此外，皇宫主体建筑东侧设有东北沦陷史陈列馆对游客开放[128] 。
- 八大部：原为满洲国政府各机关办公驻地，现作为不同事业单位和公共场所所使用[129]。
- 文化广场：通称地质宫广场，历史上曾被规划为满洲国新宫廷前的顺天广场，目前是长春市最大的城市广场，坐落在朝阳区中心，总面积20.5公顷[130]。其广场北部建有地质宫，现作为吉林大学地质博物馆使用。
- 南湖公园：中华人民共和国第二大的城市公园，位于朝阳区延安大街、工农大路和南湖大路三条主干道路所围成的三角形内部。
- 世界雕塑公园[131]
- 长春动植物公园：位于长春市南关区自由大路2121号，兴建于1938年，1987年9月15日重新开园，占地74公顷。[132][133]
- 净月潭[134]净月潭国家森林公园位于长春南关区东南部。核心为始建于满洲国时期的净月潭水库，后逐渐进行人工造林和公园化建设，成为现在的森林公园。
- 长影世纪城：位于长春净月经济开发区西侧，借鉴了美国好莱坞环球影城和迪士尼乐园的部分创意，是以不同的电影放映手段为主线，且结合游乐设施的一家电影主题公园。[135][136]
- 长春世界风景园：位于长春莲花山旅游度假区劝农山镇，占地138公顷。园内建有世界上诸多人文、自然景观的仿景，是东北地区唯一的微缩景观公园。
- 长春莲花山滑雪场：位于长春市莲花山旅游度假区四家乡青山村，距市区38公里，是长春市最大的综合滑雪场。[137]
- 长春天定山滑雪场：位于长春市莲花山生态旅游度假区，总占地面积80万平方米。[138]

## 教育科研机构

### 科研机构
中国科学院长春分院机构列表：
- 长春光学精密机械与物理研究所
- 长春应用化学研究所
- 东北地理与农业生态研究所
  - 东北地理与农业生态研究所农业技术中心（原中国科学院黑龙江农业现代化研究所）
- 国家天文台长春人造卫星观测站
- 长春中俄科技园

### 普通高等学校

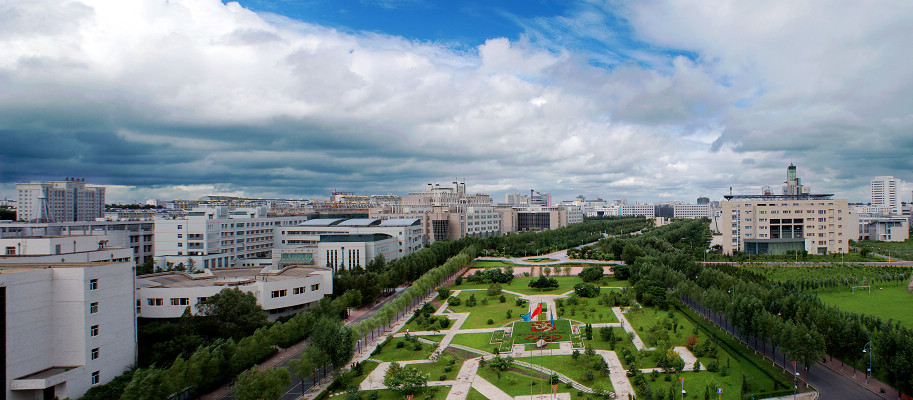
吉林大学校园广场

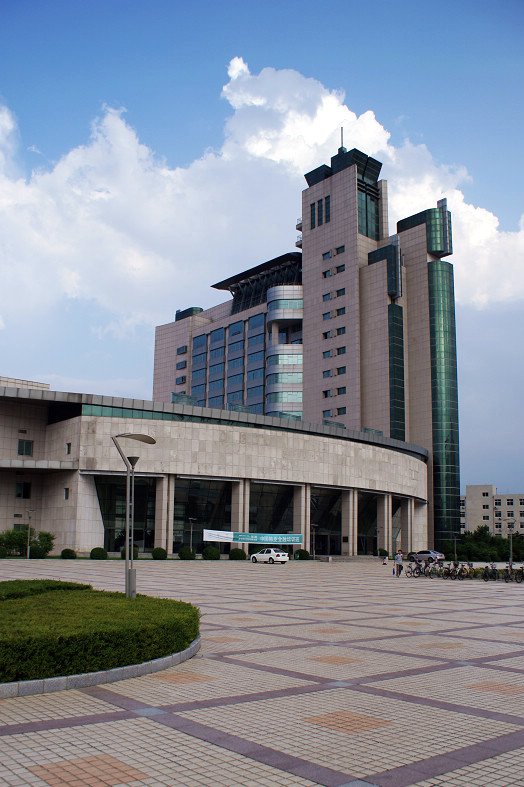
吉林大学校内建筑

- 吉林大学
- 东北师范大学
- 长春理工大学
- 吉林财经大学
- 长春中医药大学
- 长春工业大学
- 长春大学
- 吉林农业大学
- 长春工程学院
- 长春师范大学
- 吉林艺术学院
- 吉林警察学院

### 军事院校
- 中国人民解放军空军航空大学
- 中国人民解放军陆军兵种大学士官学校

### 中学

#### 普通高中
- 东北师范大学附属中学
- 吉林省实验中学
- 长春市实验中学
- 长春市第二实验中学
- 长春市十一高中
- 长春市第二中学
- 吉林大学附属中学
- 长春外国语学校
- 长春汽车产业开发区第三中学
- 长春汽车产业开发区第六中学

#### 初级中学
- 东北师范大学附属中学
- 吉林省实验中学
- 吉林大学附属中学
- 长春市实验中学

## 名人
- 日本仙台市天文台爱子观测所发现的小行星7485以长春之名命名。

## 友好城市

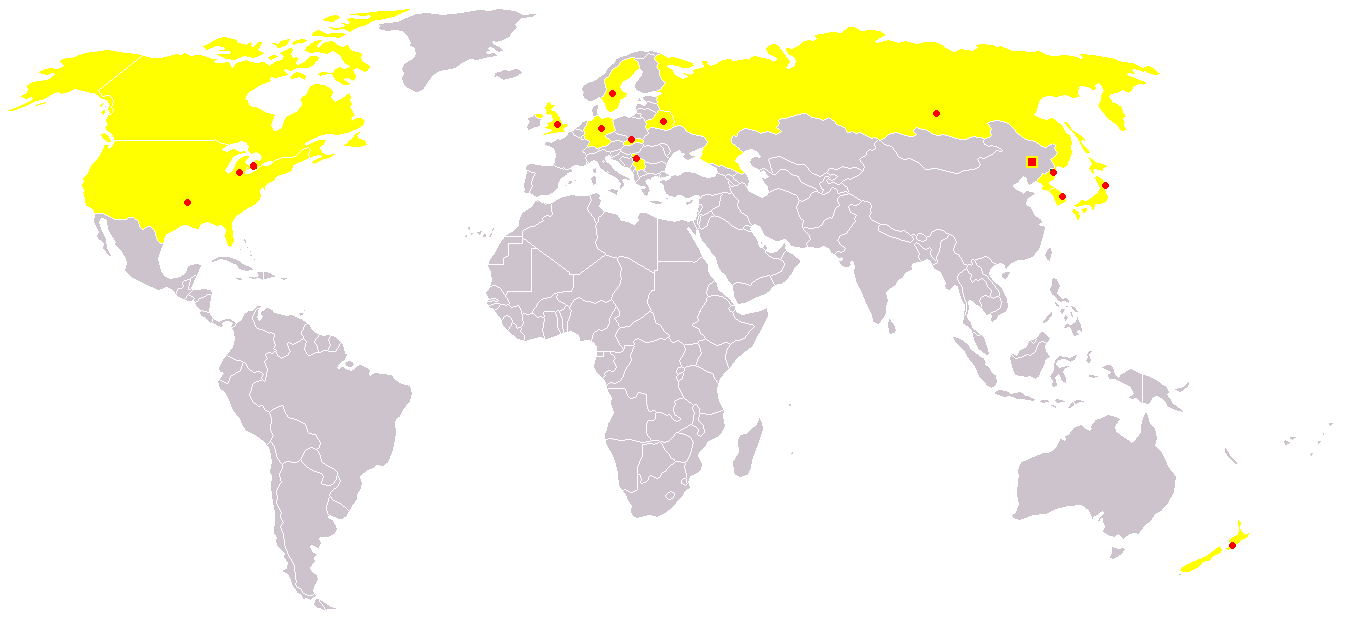
长春的国际友好城市分布：13国，14城市

长春市现有14个国际友好城市：
| 城市名称   | 所属国                     | 对方签字人       | 長春方签字人 | 签字地点   | 签字时间   |
| 仙台       | 日本                       | 市长：岛野武     | 市长：冯英奎 | 仙台       | 1980-10-27 |
| 诺维萨德   | 塞尔维亚（当时为南斯拉夫） | 议长：霍华德奇   | 市长：冯英奎 | 诺维萨德   | 1981-11-10 |
| 伯明翰     | 英国                       | 市长：海尔斯     | 市长：冯英奎 | 伯明翰     | 1983-07-07 |
| 弗林特     | 美国                       | 市长：夏普       | 市长：冯英奎 | 弗林特     | 1985-06-08 |
| 明斯克     | 白俄罗斯                   | 市长：格拉西明科 | 市长：米凤君 | 明斯克     | 1992-05-18 |
| 温莎       | 加拿大                     | 市长：里默杰斯   | 市长：米凤君 | 长春       | 1992-08-25 |
| 日利纳     | 斯洛伐克                   | 市长：斯洛塔     | 市长：米凤君 | 长春       | 1992-11-23 |
| 蔚山       | 韩国                       | 市长：金昌洙     | 市长：米凤君 | 长春       | 1994-03-15 |
| 小石城     | 美国                       | 市长：戴利       | 市长：米凤君 | 小石城     | 1994-06-02 |
| 马斯特顿   | 新西兰                     | 市长：弗朗西斯   | 副市长：尹文 | 马斯特顿   | 1996-09-12 |
| 乌兰乌德   | 俄罗斯                     | 市长：阿依达耶夫 | 市长：李述   | 北京       | 2000-09-27 |
| 清津       | 朝鲜                       | 市长：韩兴标     | 市长：祝业精 | 长春       | 2003-10-25 |
| 莫拉       | 瑞典                       | 市长：佛洛斯特   | 市长：祝业精 | 长春       | 2005-01-01 |
| 沃尔夫斯堡 | 德国                       | 市长：施内雷克   | 市长：祝业精 | 沃尔夫斯堡 | 2006-06-12 |

### 出处
1. ↑  . （原始内容存档于2007-11-30）.
2. ↑  . 吉林省统计局.
3. ↑  2019年长春市国民经济和社会发展统计公报
4. ↑  国务院批复的《长春市城市总体规划（2011—2020年）》中对长春市的完整定位
5. ↑  . 长春市统计局. 2025-02-26  [2025-03-28].
6. ↑  杨永恒等 (编). . 北京: 中译出版社. 2019: 205. ISBN 978-7-5001-6138-7.
7. ↑  . 新华网. 2024-09-05  [2025-03-28]. （原始内容存档于2024-09-17）.
8. ↑  . 长春市人民政府门户网站. 2024-06-20  [2024-08-23]. （原始内容存档于2024-06-14）.
9. ↑  . 中国政府网. 2025-01-02  [2025-03-12]. （原始内容存档于2025-03-08）.
10. ↑  . finance.sina.com.cn.   [2014-05-10]. （原始内容存档于2020-09-22）.
11. ↑  . 吉林省人民代表大会常务委员会. 2022-01-19  [2025-03-12]. （原始内容存档于2025-03-12）.
12. ↑  . 吉林省人民政府. 2021-05-24  [2025-03-12]. （原始内容存档于2025-01-20）.
13. ↑  . www.ccszf.gov.cn.   [2016-09-25]. （原始内容存档于2016-09-30）.
14. ↑  国际金融报. . 搜狐财经 (cn). 2005-10-28  [2021-10-11]. （原始内容存档于2021-11-20）.
15. ↑  

维基文库中的相关原始文献：國務院關於同意將吉林省長春市列為國家歷史文化名城的批覆
16. ↑  . www.xtrb.cn.   [2014-04-16]. （原始内容存档于2016-11-03）.
17. ↑  翁有利. . 吉林师范大学学报（人文社会科学版）. 2012, (5): 61–63.
18. ↑  曹淑杰. . 中国吉林网 (长春日报). 2022-01-20  [2025-03-17].
19. ↑  . 吉林省地方志编纂委员会. 2019-06-30  [2025-03-08].
20. 1 2 3 4 5  . 长春市规划编制研究中心. 2024-08-31  [2025-02-25].
21. 1 2  冯恩学; 赵东海. . 中国历史地理论丛. 2022, 3  [2025-03-08]. （原始内容存档于2023-12-14）.
22. ↑  . 农安县人民政府. 2019-01-03  [2025-03-08].
23. ↑  . 开原市人民政府. 2025-02-19  [2025-03-11]. （原始内容存档于2025-03-12）.
24. 1 2 3  . 长春市规划编制研究中心. 2024-09-29  [2025-03-08].
25. ↑  天野元之助. . 满铁经济调查会. 1913 （日语）.
26. 1 2 3 4 5 6  长春市人民政府. .   [2013-09-05]. （原始内容存档于2012-08-28）.
27. ↑  新京特别市长官房庶务科. . 新京特别市公署. 1942.
28. 1 2 3  . 吉林省地方志编纂委员会. 2009-12-30  [2025-03-11].
29. ↑  中国网. .   [2014-12-25]. （原始内容存档于2020-09-22）.
30. ↑  新闻网. .   [2015-08-25]. （原始内容存档于2007-08-24）.
31. ↑  刘, 建华. . 吉林人民出版社. 2011年12月.
32. ↑  长春晚报. .   [2013-09-13]. （原始内容存档于2017-08-09）.
33. ↑  . 长春市南关区人民政府. 2021-06-15  [2025-03-08]. （原始内容存档于2023-02-28）.
34. 1 2  长春市人民政府. .   [2013-09-05]. （原始内容存档于2013-11-15）.
35. ↑   . 维基文库. 1989-02-11.
36. ↑  . 国务院办公厅. 1989-02-11  [2025-03-08].
37. ↑  . 双阳区人民政府. 2025-01-20  [2025-03-08]. （原始内容存档于2024-12-03）.
38. ↑  . 绿园区人民政府. 2022-08-12  [2025-03-08].
39. ↑  . 吉林省地方志编撰委员会. 2017-12-07  [2025-03-08].
40. ↑  . 长春市人民政府.   [2013-09-05]. （原始内容存档于2012-08-28）.
41. ↑  . 中国政府网. 2007-01-29  [2025-03-08].
42. ↑  . 中国政府网. 2007-04-05  [2025-03-08]. （原始内容存档于2009-06-10）.
43. ↑  于中涛. . 央广网. 2014-12-20  [2025-03-08].
44. ↑  .   [2018-11-25]. （原始内容存档于2019-07-10）.
45. ↑  . 长春新区管理委员会. 2024-05-13  [2025-03-08].
46. ↑  . 吉林省政府网. 2020-06-19  [2020-06-19]. （原始内容存档于2020-06-20）.
47. ↑  . www.cetdz.gov.cn.   [2017-08-09]. （原始内容存档于2017-08-09）.
48. ↑  新华网. . 2006-07-19  [2013-06-05].[永久]
49. ↑  《参见东北地区地形地貌纵论》-吉林卷，地质出版社1994年，下同
50. ↑  长春市人民政府. . 2005-10-29  [2014-04-19]. （原始内容存档于2014-02-06）.
51. ↑  长春经济技术开发区. .   [2013-08-23]. （原始内容存档于2013-08-30）.
52. ↑  . 新浪财经.   [2017-08-09]. （原始内容存档于2020-09-22）.
53. ↑   . 中国气象局.   [2023-04-11]. （原始内容存档于2023-04-04） （中文）.
54. ↑  中国广播网. .   [2013-06-04]. （原始内容存档于2019-07-10）.
55. ↑  . 中国经济网.   [2023-05-05]. （原始内容存档于2023-05-22）.
56. ↑  . 中国吉林网.   [2021-01-21]. （原始内容存档于2021-04-04）.
57. ↑  . 人民网地方领导资料库.   [2021-08-10]. （原始内容存档于2022-03-13）.
58. ↑  . 中国经济网.   [2023-05-05]. （原始内容存档于2023-05-28）.
59. ↑  . 长春市人民政府. 2024-06-20  [2025-03-20]. （原始内容存档于2024-06-14）.
60. ↑  . 中华人民共和国民政部. 2019-11  [2020-07-22]. （原始内容存档于2020-02-04）.
61. ↑  . 长春市国土资源局.   [2018-06-29]. （原始内容存档于2018-06-29）.
62. ↑  长春市统计局  长春市第七次全国人口普查领导小组办公室. . 长春市统计局.   [2023-01-02]. （原始内容存档于2022-07-07）.
63. ↑  中华人民共和国民政部. . 中国社会出版社. 2018年10月. ISBN 978-7-5087-5594-6.
64. ↑  ，下同。其中，1911年人口数据甚至高于1931年，存疑 （页面存档备份，存于）
65. ↑  长春市统计局. .
66. ↑  长春市统计局、长春市第七次全国人口普查领导小组办公室. .   [2021-10-24]. （原始内容存档于2022-03-13）.
67. ↑  . tjj.changchun.gov.cn.   [2023-08-19].[]
68. ↑  吉林省第七次全国人口普查领导小组办公室、吉林省统计局. .   [2023-07-25]. （原始内容存档于2023-07-24）.
69. ↑  《走遍中国》栏目组. . 央视网.   [2013-06-22]. （原始内容存档于2021-05-17）.
70. ↑  . 长春市规划局.   [2017-08-09]. （原始内容存档于2017-08-09）.
71. ↑  . 吉林省民航集团有限公司.   [2025-05-05].
72. ↑  刘硕. . 中国政府网 (新华社). 2018-10-28  [2025-05-05].
73. ↑  新文化网. . 2013-05-25  [2013-08-31]. （原始内容存档于2017-08-09）.
74. ↑  郭帅. . 吉网. 2023-10-30  [2025-03-12]. 在这些城市中，完整保留了传统有轨电车的城市，只剩下两个。一个是大连，另一个就是长春。
75. ↑  . 吉林网络广播电视台. 2012-12-23  [2013-08-31].[永久]
76. ↑  . 吉林省交通运输厅. 2016-11-17  [2025-03-12].
77. ↑  . 长春市公安局. 2017-06-22  [2025-03-12].
78. ↑  . news.xwh.cn.   [2017-08-09]. （原始内容存档于2017-08-09）.
79. ↑  . news.xwh.cn.   [2017-08-09]. （原始内容存档于2017-08-09）.
80. ↑  . www.ccqg.com.   [2017-08-09]. （原始内容存档于2017-08-09）.
81. ↑  . www.changchun.jl.cn.   [2018-08-30]. （原始内容存档于2018-09-10）.
82. ↑  栾喜良. . 中国吉林网. 2020-01-02  [2025-03-12].
83. 1 2  新华网. .   [2013-06-05].[永久]
84. ↑  赵雪. . 新浪吉林. 2018-11-28  [2023-05-19]. （原始内容存档于2023-05-19）.
85. ↑  . www.ccjg.gov.cn.   [2017-08-09]. （原始内容存档于2010-11-21）.
86. ↑  千城极. . www.163.com. 2023-06-20  [2024-07-28]. （原始内容存档于2024-07-28） （英语）.
87. ↑  长春日报社. . 澎湃新闻.   [2024-07-28].
88. ↑  . 长春市交通运输局.   [2025-01-16]. （原始内容存档于2025-02-18）.
89. ↑  振兴东北. .   [2013-06-28]. （原始内容存档于2014-02-16）.
90. ↑  长春日报. .   [2013-06-21]. （原始内容存档于2017-08-09）.
91. ↑  黄河流. . 中国日报网. 2017-03-02  [2017-08-09]. （原始内容存档于2021-04-04）.
92. ↑  主要数据来源：.   [2008-06-19]. （原始内容存档于2009-05-18）.
93. 1 2  长春日报. . 2017-05-03  [2017-06-18]. （原始内容存档于2020-09-22）.
94. ↑  . 宽城区人民政府门户网站. 2021-10-29  [2024-02-27].
95. ↑  . 长春规划编制研究中心. 2024-06-26  [2024-02-27]. （原始内容存档于2025-02-28）.
96. ↑  吉林新闻. . 2024-10-26  [2024-02-27].
97. ↑  罗伯特. . finance.china.com.cn.   [2017-08-09]. （原始内容存档于2021-05-17）.
98. ↑  . finance.sina.com.cn.   [2017-08-09]. （原始内容存档于2021-04-04）.
99. ↑  . 新华网.   [2017-08-09]. （原始内容存档于2017-08-09）.
100. ↑  .   [2008-09-15]. （原始内容存档于2011-07-15）.
101. ↑  “农安县，三大乏：嗯哪、嘎哈、不远遐。”参见：杨子忱《长春方言》，《吉林日报》2005年1月13日
102. ↑  参见：http://www.gmw.cn/content/2006-07/14/content_450144.htm （页面存档备份，存于）
103. ↑  .   [2008-06-20]. （原始内容存档于2007-04-16）.
104. ↑  . www.ccng.gov.cn.   [2017-08-09]. （原始内容存档于2016-10-31）.
105. ↑  参见：http://www.tvtour.com.cn/dms/scape_index.php?id=6488%5B%5D
106. ↑  .   [2008-06-20]. （原始内容存档于2008-09-07）.
107. ↑  .   [2008-06-20]. （原始内容存档于2010-08-23）.
108. 1 2 3 4 5  长春市人民政府. .   [2013-09-05]. （原始内容存档于2012-08-28）.
109. ↑  . www.crup.com.cn.   [2017-08-09]. （原始内容存档于2017-08-10）.
110. ↑  .   [2008-06-20]. （原始内容存档于2008-08-28）.
111. ↑  房友良. . 长春市规划编制研究中心. 2022-10-21  [2025-03-23]. （原始内容存档于2024-07-17）.
112. ↑  新华网四川频道. .   [2017-02-01]. （原始内容存档于2015-10-15）.
113. ↑  . www.jl.gov.cn.   [2025-01-01]. （原始内容存档于2007-09-27）.
114. ↑  . www.cc.jl.gov.cn.   [2025-01-01]. （原始内容存档于2009-04-14）.
115. ↑  参考网站：.   [2008-06-23]. （原始内容存档于2008-11-20）.
116. ↑  . 新闻中心_新浪网.   [2017-08-09]. （原始内容存档于2021-04-04）.
117. ↑  . news.sina.com.cn.   [2017-08-09]. （原始内容存档于2021-04-04）.
118. ↑  . finance.sina.com.cn.   [2017-08-09]. （原始内容存档于2021-04-04）.
119. ↑  中国东北亚博览会官方网站. .   [2013-07-07]. （原始内容存档于2021-05-17）.
120. ↑  . （原始内容存档于2007-09-29）.
121. ↑  .   [2005-06-23]. （原始内容存档于2005-06-24）.
122. ↑  参考：http://sports.sohu.com/42/36/sports_subject163033642.shtml （页面存档备份，存于）
123. ↑  . （原始内容存档于2006-11-17）.
124. ↑  .   [2017-08-09]. （原始内容存档于2017-08-03）.
125. ↑  赵娟：《建国初期长春十大建筑之长春体育馆》，载于《长春晚报》2016年2月20日。
126. ↑  .   [2017-08-09]. （原始内容存档于2015-10-17）.
127. ↑  长春市体育局. . 2015-01-18  [2015-01-18]. （原始内容存档于2015-05-08）.
128. ↑  参考：http://www.tourunion.com/info/htm/25716.htm （页面存档备份，存于）
129. ↑  . 2013-08-09  [2017-08-09]. （原始内容存档于2013-08-09）.
130. ↑  参考：http://www.17u.com/blog/article/145369.html （页面存档备份，存于）
131. ↑  . 新浪旅游_新浪网.   [2017-08-09]. （原始内容存档于2021-04-04）.
132. ↑  长春市动植物公园. .   [2012-06-19]. （原始内容存档于2011-10-20）.
133. ↑  参考：http://travel.tom.com/dongzhiwuyuan.html （页面存档备份，存于）
134. ↑  .   [2005-10-10]. （原始内容存档于2008-12-05）.
135. ↑  . changying.com.   [2005-10-10]. （原始内容存档于2005-09-25）.
136. ↑  上海新闻. .   [2013-06-20]. （原始内容存档于2021-04-04）.
137. ↑  .   [2005-10-10]. （原始内容存档于2005-10-23）.
138. ↑  长春市文化广播电视和旅游局. . 2022-11-19  [2023-05-19]. （原始内容存档于2023-05-19）.
139. ↑  . 长春市人民政府外事办公室.   [2024-02-23]. （原始内容存档于2024-03-27）.

### 书籍
- 《东北古史与地理》，东北历史与文化论丛第一卷，吉林文史出版社